# La Joconde
Pour les articles homonymes, voir Joconde, Gioconda et Mona Lisa.
La Joconde (en italien : La Gioconda [la dʒoˈkonda] ou Monna Lisa [ˈmɔnna ˈliːza]), ou Portrait de Monna Lisa, est un tableau de Léonard de Vinci, réalisé entre 1503 et 1506 ou entre 1513 et 1516,, et peut-être jusqu'à 1517 (l'artiste étant mort le 2 mai 1519), qui représente un portrait mi-corps, celui de la Florentine Lisa Gherardini, épouse de Francesco del Giocondo. Très probablement acquise par François Ier, cette peinture à l'huile sur panneau de bois de peuplier de 77 × 53 cm est exposée au musée du Louvre à Paris. La Joconde est l'un des rares tableaux attribués de façon certaine à Léonard de Vinci.
La Joconde est devenue un tableau éminemment célèbre car, depuis sa réalisation, nombre d'artistes l'ont pris comme référence. À l'époque romantique, les artistes ont été fascinés par ce tableau et ont contribué à développer le mythe qui l'entoure, en faisant de ce tableau l’une des œuvres d'art les plus célèbres du monde, si ce n'est la plus célèbre : elle est en tout cas considérée comme l'une des représentations d'un visage féminin les plus célèbres au monde. Au XXIe siècle, elle est devenue l'objet d'art le plus visité au monde, devant le diamant Hope, avec 20 000 visiteurs qui viennent l'admirer et la photographier quotidiennement.

## Description

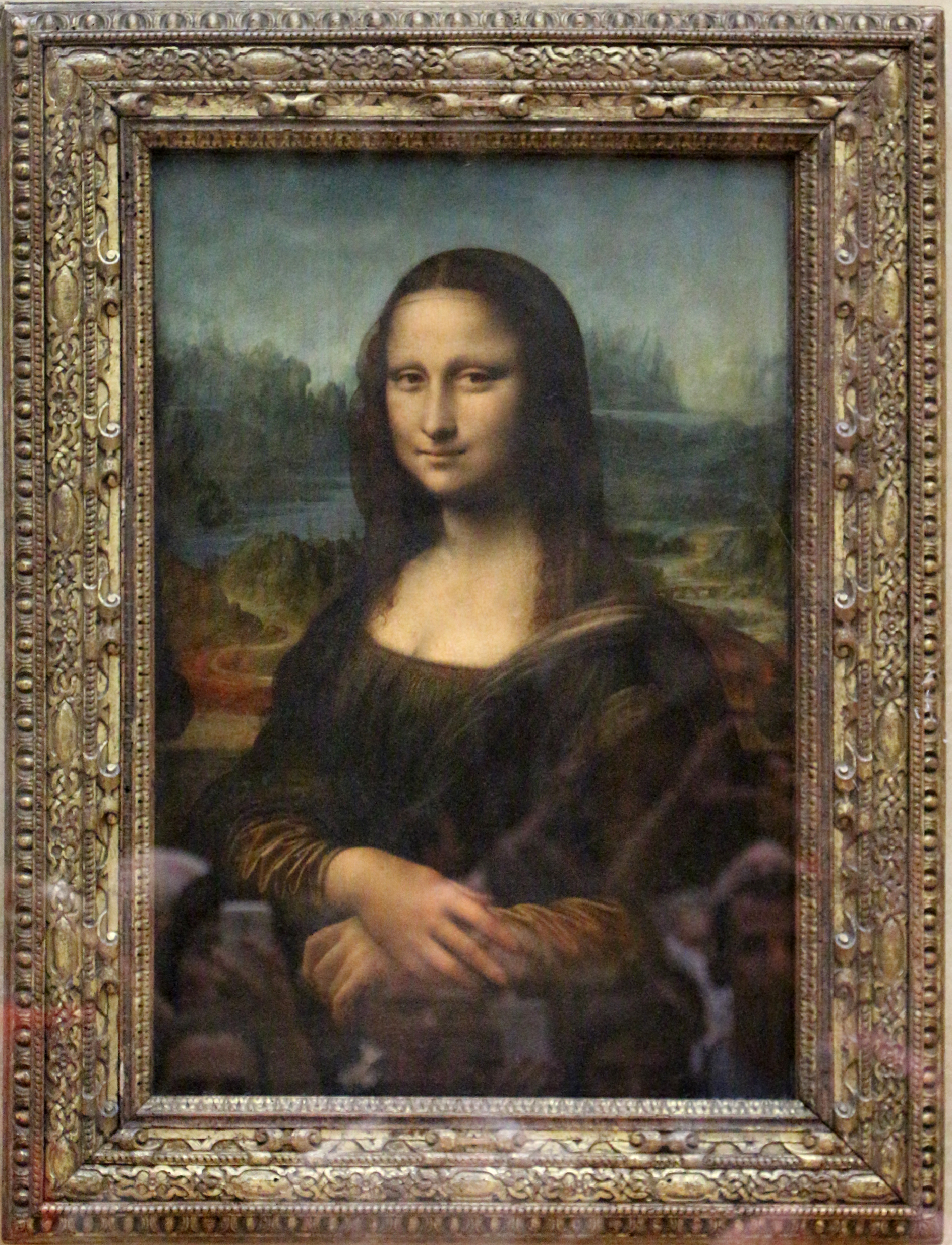
La Joconde avec son cadre.

La Joconde est le portrait d'une jeune femme, sur fond d'un paysage montagneux aux horizons lointains et brumeux. Elle est disposée de trois quarts et représentée jusqu'à la taille, bras et mains compris, regardant le spectateur, ce qui est relativement nouveau à l'époque et rompt avec les portraits jusque-là répandus, qui coupent le buste à hauteur des épaules ou de la poitrine et sont entièrement de profil.
La femme porte une robe vert sombre en soie plissée sur le devant, avec des manches jaunes. Elle est ornée d'entrelacs dorés et d'une broderie au décolleté. Un voile noir translucide couvre la chevelure et est bien visible sur le haut du front. Cette sorte de mantille plaque les cheveux crêpés ou finement bouclés qui tombent sur les épaules. Les yeux étroits sont nettement cernés et le regard semble suivre le spectateur même lorsqu'il se déplace car il est perpendiculaire au plan de l’image. Le corsage décolleté dégage la gorge et la poitrine jusqu'à la naissance des seins et l'esquisse de l'épaule gauche, ce qui adoucit la sévérité de son voile. Une légende tenace née de la présence de ce voile grège et de l'absence de bijoux veut que Mona porte le deuil de sa fille Camilla morte en 1499. En réalité, ses vêtements sombres sont dus à l'obscurcissement des vernis successifs, le voile noir est une coiffure traditionnelle à cette époque et l'absence de bijoux résulte aussi bien du choix du peintre que du modèle de ne céder ni à la vanité, ni à la mode bien que Mona Lisa soit une femme aisée. Le propos de ce portrait vise ainsi à souligner l'intemporalité de son expression psychologique. La région du cœur, avec la couleur claire de la peau qui tranche sur le vêtement foncé, se trouve au centre du tableau, au croisement de ses deux diagonales.
Le visage est totalement épilé, ne présentant ni cils, ni sourcils. Selon l'hypothèse de Daniel Arasse, confirmée par une analyse spectrographique en 2004, les sourcils et les cils de Mona Lisa auraient été effacés vers le milieu du XVIe siècle par un inconnu, car les femmes de la bonne société avaient adopté à cette époque la pratique des prostituées des décennies précédentes et s’épilaient désormais le visage ; ce qui irait dans le sens de la description de La Joconde par Giorgio Vasari. Néanmoins, il semble que les cils et sourcils n'aient pas été effacés mais aient disparus avec le temps.
Mona Lisa est assise sur une sorte de fauteuil en bois de forme semi-circulaire posé de profil, avec des accoudoirs et une sorte de balustrade semi-circulaire (appelée « spalliera » ou « dorsale ») supportée par des barreaux. Ses bras sont pliés et ses mains croisées, le bras gauche posé fermement sur un accoudoir du fauteuil et la main droite posée mollement sur le poignet gauche. Elle se trouve probablement sur la terrasse d'une loggia à arcades : on peut voir un parapet juste derrière elle au premier tiers du tableau, ainsi que l'amorce de la base renflée de deux colonnes.
La Joconde est située devant le parapet, qui constituait traditionnellement une frontière entre la figure représentée et le spectateur, elle s'inscrit donc dans l'espace de ce dernier.
À l'arrière-plan se trouve un paysage montagneux dans lequel se détachent un chemin sinueux et une rivière qu'enjambe un pont de pierre. On peut remarquer une cassure de la ligne d'horizon : la tête de la jeune femme sépare le tableau en deux parties (un paysage humanisé de couleur brune et un paysage imaginaire d'un bleu opaque dont la ligne d'horizon coïncide avec son regard) dans lesquels l'horizon ne se trouve pas au même niveau.
La source de lumière douce provient essentiellement de la gauche du tableau et donne à Mona un teint lumineux en contraste avec les vêtements sombres.
Léonard de Vinci considérait sa Mona Lisa comme achevée. Deux zones semblent cependant avoir été négligées : une portion du paysage, brun roux, derrière l'épaule, interprétée comme un mouvement de terrain, et le contour de l'index de la main droite, repentir destiné à être masqué. La numérisation multispectrale (des ultraviolets aux infrarouges) réalisée en 2004 par l'ingénieur Pascal Cotte a décelé également le repentir de Vinci sur la position de l’index et du majeur de la main gauche. Elle a également mis en évidence une couverture qui couvrait initialement ses genoux et qui explique le positionnement des mains. Enfin, l'étude multispectrale donne à penser que de Vinci a réalisé le tableau en quatre étapes principales, dont un portrait avec une coiffe, faite de perles, draperies et aiguilles à cheveux qui évoque un projet d'apparence « mythologique ou sacré ».
L'œuvre jouissait déjà d'une grande considération à la Renaissance. Voici ce qu'en dit Giorgio Vasari dans son ouvrage de 1550 :

« Lionardo entreprit pour Francesco del Giocondo de faire le portrait de sa femme Mona Lisa et le laissa inachevé après y avoir peiné quatre années, lequel ouvrage se trouve aujourd’hui chez le roi de France à Fontainebleau. En cette tête, qui voulait voir combien l’art peut imiter la nature le pouvait aisément comprendre, car les plus petits détails que la finesse permet de peindre y étaient contrefaits. Car les yeux avaient ce lustre et cette eau que l’on voit toujours chez les vivants, et l’on apercevait autour d’eux tous ces roses bleutés, ainsi que les cils, qui ne se peuvent faire sans la plus grande finesse. Les sourcils, pour y avoir fait la manière dont les poils naissent de la peau, ici plus denses, là plus rares, et celle dont ils se courbent selon les pores de la peau, ne pouvaient être plus naturels. Le nez, aux belles ouvertures, roses et tendres, semblait vivant. La bouche avec sa fente, aux extrémités bien unies par le jeu du rouge de la bouche et de l’incarnat du visage, ne paraissait point couleurs mais chair véritable. Au creux de la gorge, qui regardait intensément voyait battre le pouls, et l’on peut dire en vérité que cette œuvre fut peinte de manière à faire trembler et craindre tout artiste valeureux, et qui que ce fût. Il usa encore de cet artifice que, Mona Lisa étant fort belle, pendant qu’il la portraiyait, il faisait jouer ou chanter et avait continuellement recours à des bouffons qui la fissent demeurer gaie, afin d’ôter cette mélancolie que la peinture a coutume de donner lorsque l’on fait des portraits. Et dans celui de Lionardo était un si plaisant sourire, que c’était œuvre à voir plus divine qu’humaine, et elle était tenue pour merveille parce que la vie ne se présente pas autrement. Giorgio Vasari, Vie de Léonard de Vinci, peintre et sculpteur florentin, Louis Frank et Stefania Tullio Cataldo, 2019, éditions du musée du Louvre,  (ISBN 978-2-7541-1124-9). »

## Histoire

### Renaissance et époque moderne

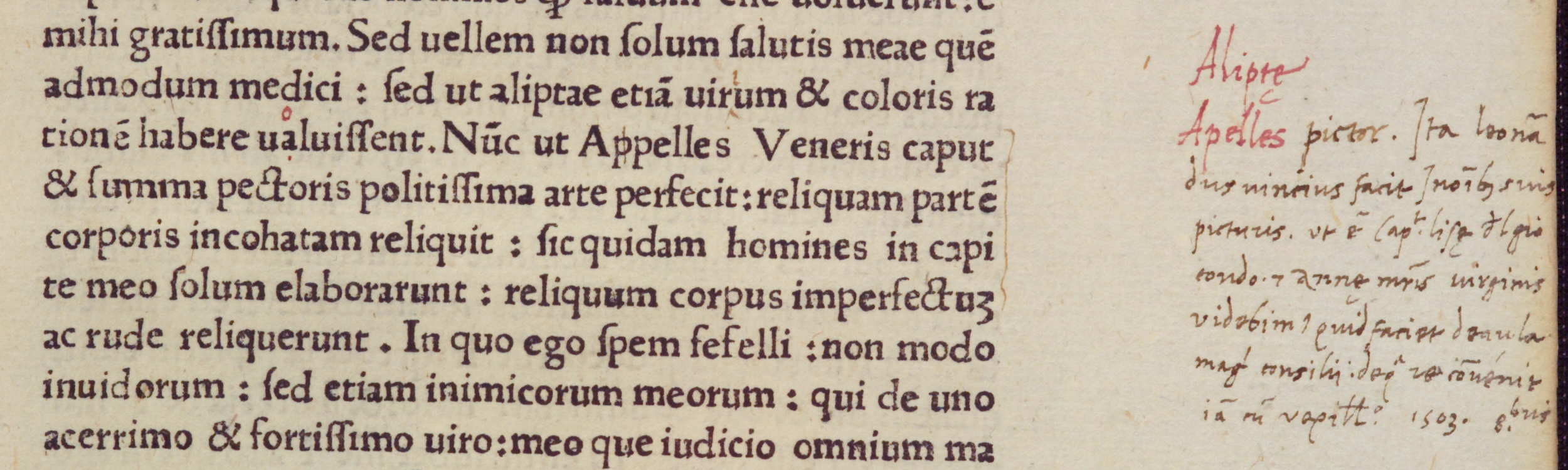
Note d'Agostino Vespucci écrite en 1503 en marge d'un livre de l'université de Heidelberg, identifiant le modèle comme étant Lisa Gherardini.

La date d’exécution du portrait fait débat. La découverte d’une note enregistrée par le fonctionnaire florentin Agostino Vespucci confirme que l’artiste travaille sur le portrait de Lisa del Giocondo à Florence en 1503. De même Giorgio Vasari date la peinture, commandée par Francesco del Giocondo, au retour de Léonard à Florence autour de 1503. Elle serait restée inachevée au bout de quatre ans. Toutefois, le journal d’Antonio de Beatis atteste que Léonard avait terminé La Joconde en 1517 et qu’il l’avait réalisée pour Giuliano di Lorenzo de' Medici. Léonard travailla pour Giuliano à Rome de 1513 à 1516.
Carlo Pedretti et Alessandro Vezzosi sont convaincus que stylistiquement, La Joconde du Louvre est caractéristique de l’œuvre de l’artiste, après 1513. Lors de la découverte de la note de Vespucci, Vincent Delieuvin, conservateur de la peinture italienne du XVIe siècle au musée du Louvre, a déclaré : « Léonard de Vinci était en train de peindre le portrait d’une dame florentine qui s’appelle Lisa del Giocondo. De ça, on en est certain. Malheureusement, on n’a pas de certitude absolue que ce portrait de Lisa del Giocondo soit le tableau du Louvre. »

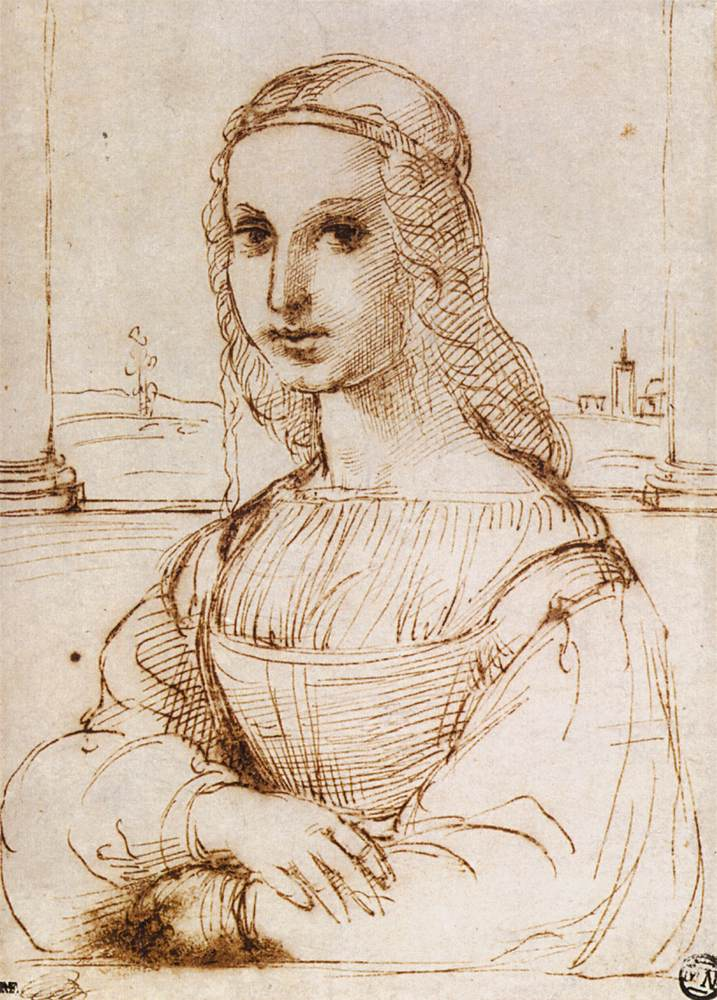
Le dessin de Raphaël vers 1504.

Par ailleurs, Raphaël, quand il étudia les œuvres de Léonard, réalisa vers 1504 un dessin d’une « Mona Lisa » flanquée de colonnes et à la poitrine entièrement couverte d'un corsage, dont il se serait servi pour son tableau La Dame à la licorne en 1505. Malgré quelques autres différences, telles que le retombé de la chevelure et du voile sur le cou ou la position de la main gauche, les experts s’accordent à dire que ce dessin est basé sur le portrait de Lisa Gherardini peint par Léonard,,. Certains experts pensaient que le tableau de La Joconde comportait ces colonnes à l’origine, qui auraient été coupées par la suite,,,, pour n'en conserver que l'amorce des bases, visibles sur le parapet de pierre dans le tableau du Louvre. Toutefois, dès 1993, Frank Zöllner a observé que la couche picturale du tableau du Louvre n’a jamais été coupée.

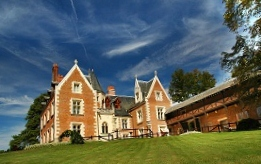
Le château du Clos Lucé, à Amboise.

La Joconde ne quitte jamais Léonard de son vivant. Il l’emporte au Clos Lucé, à Amboise, où François Ier le fait venir. Une copie redécouverte en 2012 après sa restauration au musée du Prado, a fait apparaître aux chercheurs que les deux tableaux avaient été réalisés en même temps jusque dans les repeints et repentirs, l’analyse infrarouge révélant que des paysages de rochers en arrière-plan à droite de La Joconde se basaient sur un dessin préparatoire daté entre 1510 et 1515, ce qui suggère que La Joconde fut achevée vers 1519 selon Vincent Delieuvin.
Le destin du tableau durant les dernières années de la vie de Léonard et celles qui suivirent est controversé. D’une part, l’inventaire des biens de Salai, l’assistant de Léonard, établi à sa mort en 1525, comprend une Joconde d’une très grande valeur. Certains experts estiment que ce tableau possédé par Salai est une œuvre de Léonard, plutôt qu'une copie, comme celle du Prado, voire la Monna Vanna du musée de l'Ermitage. Mais d’autre part, un document découvert en 1999 démontre que La Joconde du Louvre a été acquise en 1518 par François Ier et ne serait donc pas celle en possession de Salai en 1525. À la mort de Léonard, son élève Francesco Melzi hérite seulement de ses livres, instruments et dessins et Salai obtient des vignes que Léonard avait reçues de Ludovic Sforza, après le don de peintures de son maître vendues dès 1518 à François Ier. En effet, c’est seulement en 1999 que l’historien Bertrand Jestaz est parvenu à expliquer le destin des peintures que Léonard avait emportées avec lui en France en 1516, à la suite de sa découverte d'un document aux Archives nationales à Paris, attestant d’un paiement considérable de 2604 livres, de François Ier à Salaì en 1518 « pour quelques tables de peintures qu’il a bailles au Roy ». Étant donné l’énormité de la somme, ces tableaux acquis par le souverain sont plus probablement les originaux du maître. À la suite de la découverte de ce document, le Louvre atteste que leur tableau entra dans la collection royale en 1518.
François Ier l'acquiert et l'installe au château de Fontainebleau où sa présence est mentionnée en 1550 par Vasari et attestée dans le cabinet des peintures dans les années 1600. En 1646, le tableau est présent dans le cabinet doré de la chambre d'Anne d'Autriche à Fontainebleau avant que Louis XIV décide de le ramener à Paris. En 1665-1666, il passe du palais du Louvre à la galerie des Ambassadeurs du palais des Tuileries. Louis XIV transfère le tableau dans la galerie du roi au château de Versailles dans les années 1690-1695.

### XIXesiècle
En 1793, La Joconde, alors dans les collections du château de Versailles, n'est pas retenue pour le premier accrochage des œuvres inaugurant le muséum central des arts de la République (le futur musée du Louvre). Elle entre dans les collections de peintures du musée en 1797, et est présentée pour la première fois au public en 1798. Elle est à nouveau déplacée sur ordre du Premier consul Bonaparte qui la fait accrocher au palais des Tuileries en 1801 dans les appartements de Joséphine, puis la rend à la Grande Galerie du Louvre en 1802.
La popularité du tableau s'accroît au milieu du XIXe siècle comme l'atteste à cette époque son déplacement en 1851 dans le salon carré, petite salle réservée aux chefs-d'œuvre au premier étage du Louvre, et la diffusion de reproductions gravées du portrait. Des poètes romantiques comme Théophile Gautier, des peintres comme Théodore Chassériau ou des écrivains du marquis de Sade à Jules Michelet font de Mona Lisa l'archétype de la femme fatale en décrivant son sourire énigmatique et la mélancolie qui s'en dégage. La Joconde fait même figure de revendication mythique pour Walter Pater lorsqu'il en réalise une longue description dans son essai La Renaissance.
En 1870, La Joconde est mise en sécurité dans les souterrains de l'arsenal de Brest puis retourne au Louvre à l'issue de la guerre franco-allemande de 1870.

### Vol du tableau en 1911

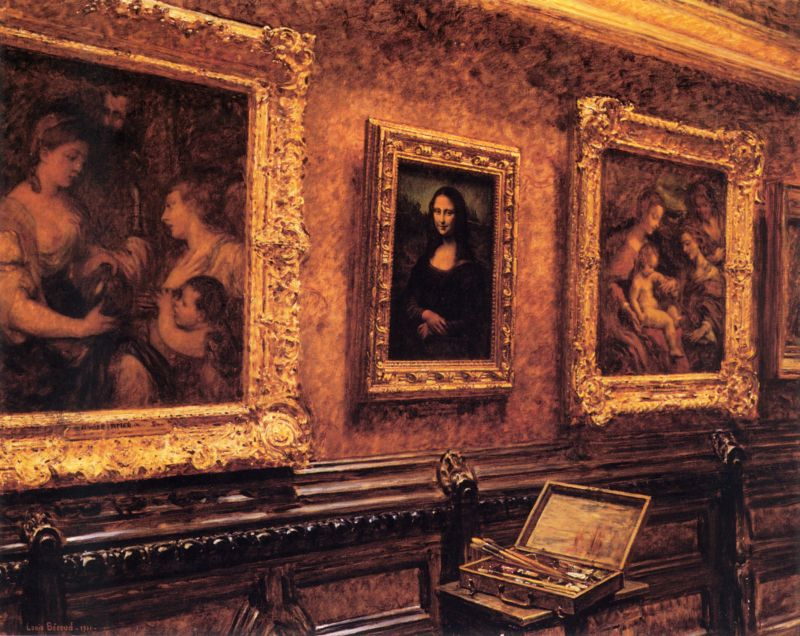
Monna Lisa au Louvre, en 1911 avant son vol (toile de Louis Béroud).

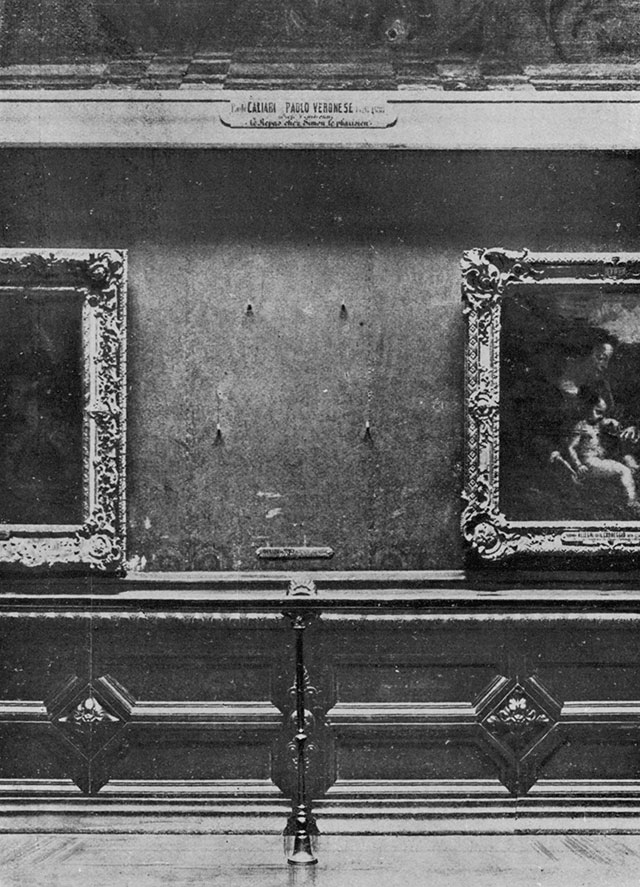
La foule vient contempler dans le Salon Carré les quatre pitons après le vol, le « trou » étant remplacé en décembre 1911 par le Portrait de Baldassare Castiglione.

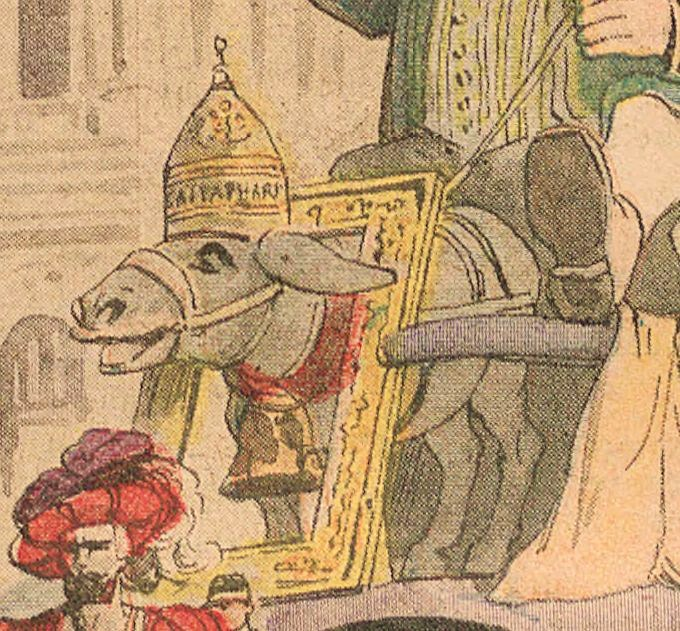
Âne en cartonnage du Carnaval de Nice 1912 portant le cadre vide de La Joconde et la fausse tiare de Saïtapharnès.

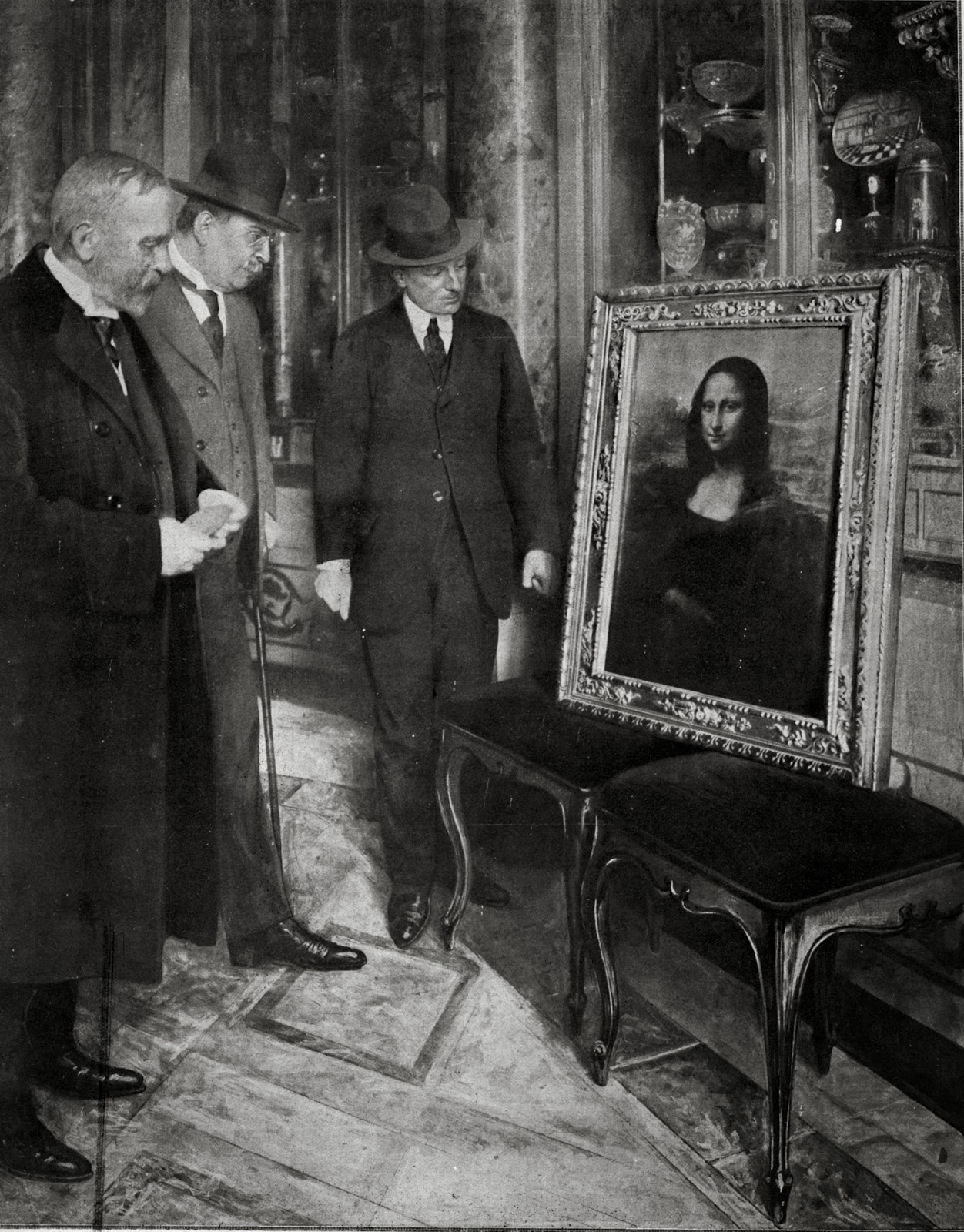
La Monna Lisa exposée dans la galerie des Offices à Florence, en 1913. Le directeur du musée Giovanni Poggi (à droite) inspecte la peinture.

Le 22 août 1911, Louis Béroud, peintre copiste accrédité par le Louvre, se rend au musée pour y faire un croquis de sa prochaine toile Monna Lisa au Louvre, mais à la place de La Joconde il ne trouve qu'un grand vide. Béroud interroge les gardiens, qui lui répondent que l'œuvre doit être à l'atelier photographique de la maison Braun. Quelques heures plus tard, Béroud s'enquiert à nouveau de l'œuvre auprès des surveillants et on lui apprend que Monna Lisa n'est pas chez les photographes. Le tableau a bel et bien été volé le 21 août 1911. Le préfet Louis Lépine envoie sur place Octave Hamard, chef de la sûreté de la préfecture de police, et soixante inspecteurs. Le criminologue Alphonse Bertillon découvre une empreinte de pouce sur la vitre abandonnée, et décide de relever les empreintes digitales des 257 personnes travaillant au Louvre. L'analyse des dactylogrammes ne donne aucun résultat, ce qui entraîne la démission du directeur du Louvre Théophile Homolle. Le juge d'instruction Joseph Marie Drioux, que la presse surnomme ironiquement « le marri de la Joconde », emprisonne plusieurs jours le poète Guillaume Apollinaire pour complicité de recel de malfaiteur. Apollinaire avait en effet, quelques années auparavant, employé comme secrétaire et factotum Géry Pieret, un aventurier d'origine belge qui avait lui-même dérobé des statuettes et des masques phéniciens au Louvre : ayant contacté le 28 août le quotidien Paris-Journal, il lui fait parvenir une statuette volée au Louvre puis par bravade s'accuse d'avoir volé la peinture et réclame 150 000 francs-or pour sa restitution ; alors qu'il est en fuite, la cour d'assises de la Seine le condamne par contumace en 1912 à dix ans de réclusion pour le vol des trois statuettes ibériques. La police soupçonne également le peintre Pablo Picasso qui est longuement interrogé (il avait acheté à Géry Pieret ses masques et statuettes dont le primitivisme influencera les Demoiselles d’Avignon). Le vol est revendiqué par plusieurs mythomanes, dont l'écrivain italien Gabriele D'Annunzio qui avait composé en 1898 une tragédie intitulée La Joconde en la dédiant à « Eleonora Duse aux belles mains ». La Société des amis du Louvre offre une récompense de vingt-cinq mille francs, somme par ailleurs doublée par un anonyme. La revue L'Illustration promet cinquante mille francs pour qui rapporterait le tableau dans les locaux du journal. Le tableau acquiert à cette occasion une renommée mondiale,.
L'affaire attire également l'attention des chansonniers et carnavaliers. Au Carnaval de Nice 1912 défile un char des Gardiens du Louvre. Il est tracté par un âne coiffé de la tiare de Saïtapharnès et portant le cadre vide de La Joconde. Ce char défile ensuite à Paris, à l'occasion de la Mi-Carême la même année.

« La Joconde est retrouvée », Le Petit Parisien, no 13559, 13 décembre 1913.

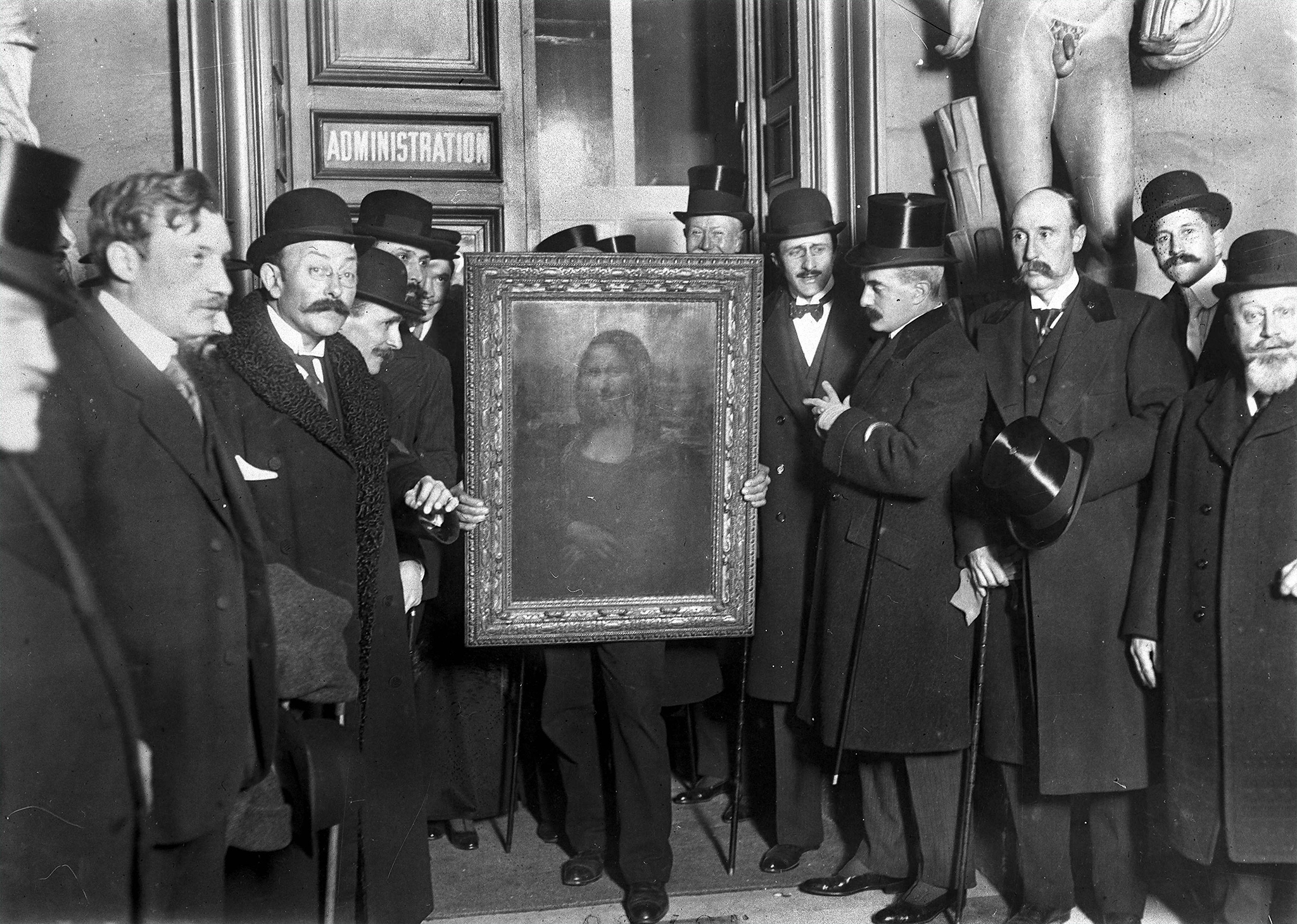
L'image apparue sur Excelsior, journal illustré quotidien, La Joconde est Revenue, 1er janvier 1914.

Le voleur est Vincenzo Peruggia, un vitrier italien qui a participé aux travaux de mise sous verre des œuvres les plus importantes du musée, afin de les protéger des vandales. Il conserve le tableau pendant deux ans dans sa chambre à Paris, caché dans le double fond d'une valise de bois blanc, sous son lit. De retour en Italie, il propose de le vendre le 10 décembre 1913 à un antiquaire florentin, Alfredo Geri, qui a passé une petite annonce pour acheter des œuvres d'art. Geri ayant prévenu la police, Peruggia est arrêté dans la chambre de son hôtel (rebaptisé par la suite hôtel Gioconda), et n'est condamné qu'à dix-huit mois de prison, la presse italienne saluant son patriotisme. Le 4 janvier 1914, après des expositions à Florence et à Rome, le tableau revient solennellement au Louvre dans une voiture de première classe spécialement affrétée à cette occasion, où il est désormais placé sous une surveillance accrue.
De nombreuses hypothèses ont été proposées pour expliquer le vol de Vincenzo Peruggia : il aurait agi par patriotisme pour se « venger des rapts de Napoléon » (c'est la ligne de défense préconisée par ses avocats lors de son procès), croyant naïvement que le tableau avait été volé par celui-ci, alors encore seulement Bonaparte, lors de la campagne d'Italie ; il aurait agi sur commande du faussaire argentin Eduardo Valfierno (se disant marquis de Valfierno), qui voulait vendre comme authentiques six copies du tableau, réalisées en 1910 par Yves Chaudron, à des acheteurs américains convaincus d'acquérir l'original (thèse du journaliste américain Karl Decker dans le Saturday Evening Post en 1932). Le journaliste et critique d'art Jérôme Coignard, ayant exhumé les confessions faites par Peruggia dans le quotidien Le Journal en juillet 1915, prend au sérieux son témoignage : il aurait été approché par un Allemand qui joue sur son nationalisme et le manipule. Cet Allemand pourrait être Otto Rosenberg, escroc notoire appartenant à une bande de trafiquants d'art de haute volée mais n'ayant pu récupérer le tableau car il était sous surveillance policière française à la suite du vol.

### La Jocondependant les deux guerres mondiales

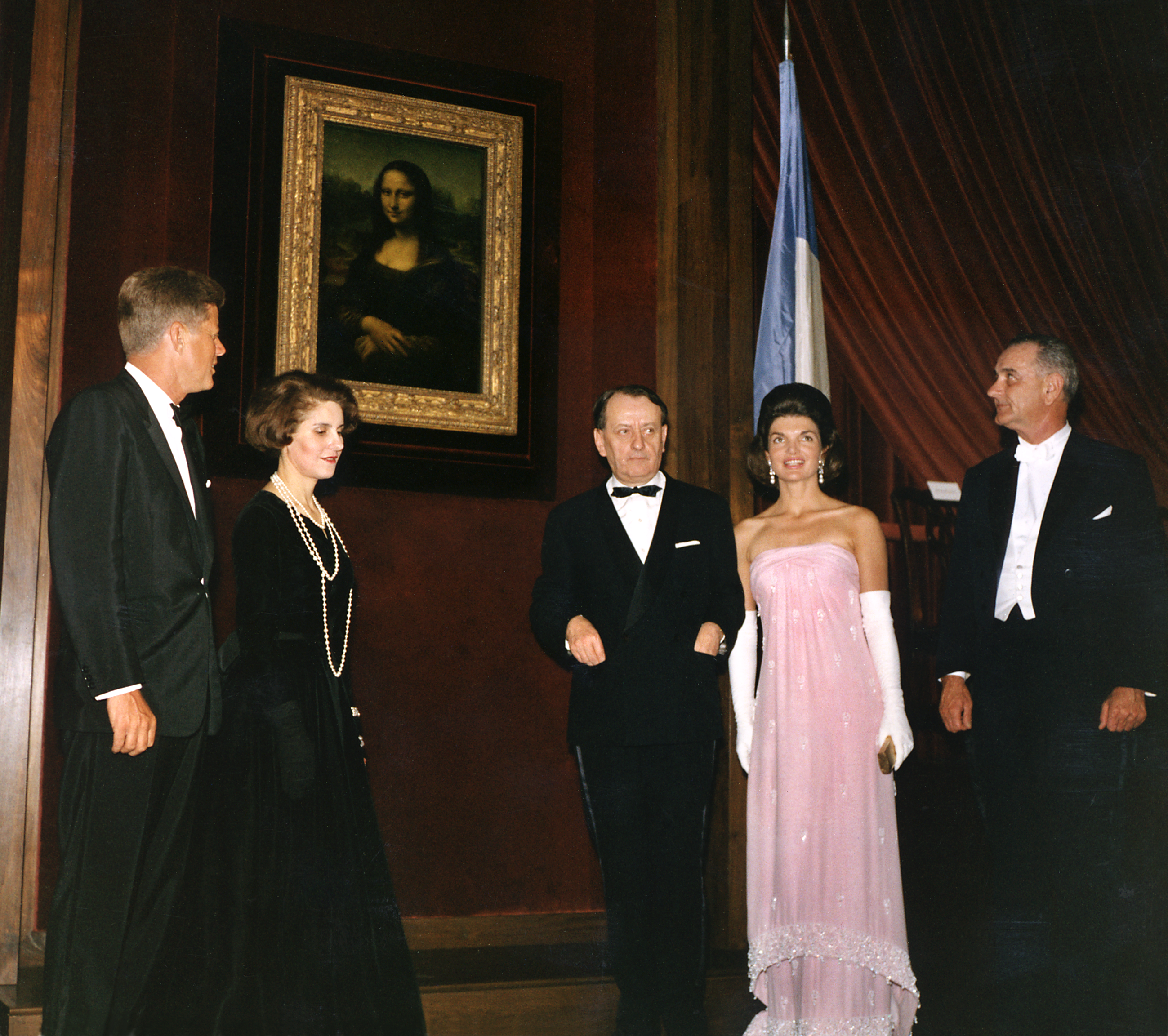
Inauguration de l'exposition de La Joconde à Washington en 1963, de gauche à droite, en présence de John Fitzgerald Kennedy, de Madeleine Malraux de son époux André Malraux ministre français des Affaires culturelles, de Jackie Kennedy et du vice-président Lyndon Johnson.

En 1914, La Joconde, comme une grande partie des collections du musée, est mise en sécurité à Bordeaux puis à Toulouse puis retourne au musée du Louvre à l'issue de la Première Guerre mondiale, elle est alors installée dans la Grande galerie.
En septembre 1938, à la suite de l'annexion de la région des Sudètes imposée par Adolf Hitler et dans le contexte d'un risque de guerre, La Joconde est une première fois mise en sécurité au musée Ingres à Montauban mais retournera au Louvre assez rapidement.
Lorsque la guerre est déclarée, les chefs-d'œuvre du musée sont évacués selon un plan conçu dès 1938 par le directeur des musées nationaux de l'époque, Jacques Jaujard, qui fait fermer le musée le 25 août 1939 et placer les œuvres dans des caisses qui sont évacuées en convois trois jours plus tard. La Joconde part d'abord pour le château de Chambord, où transitèrent à cette période de nombreuses peintures et sculptures des musées parisiens, puis elle se retrouve successivement dans les caves du château d'Amboise. Des travaux de chauffage et de détection incendie ayant été entrepris au château de Louvigny (Sarthe), elle y est conservée sept mois du 14 novembre 1939 au 3 juin 1940 avec une veille permanente, puis transférée à l’abbaye de Loc-Dieu, au musée Ingres de Montauban, retourne à Chambord avant d'être entreposée dans le château de Montal en Quercy (Lot) sous la surveillance de René Huyghe, conservateur du musée du Louvre en exil, puis de transiter par diverses demeures anonymes du Lot et des Causses, qui auraient ainsi accueilli le tableau jusqu'en juin 1945 où il sera réinstallé au Louvre. La Joconde, « enfermée sous un capitonnage en velours rouge, puis dans un écrin, lequel est placé[e] dans une caisse avec double paroi en bois de peuplier [… et] porte le matricule MNLP no 0, ainsi que trois points rouges — signes distinctifs de sa très grande valeur ».
En 1946, prévenu par René Huyghe, conservateur en chef du département des peintures, du retour des œuvres, Pierre Jahan la photographie lors de l'ouverture de sa caisse : « Elle apparaît enfin, intacte, ayant échappé à cinq ans de bouleversements et à la fringale d'objets d'art du tout-puissant maréchal Goering… » (cf. Objectif - Marval, 1994, p. 37).

### Depuis les années 1950-1960

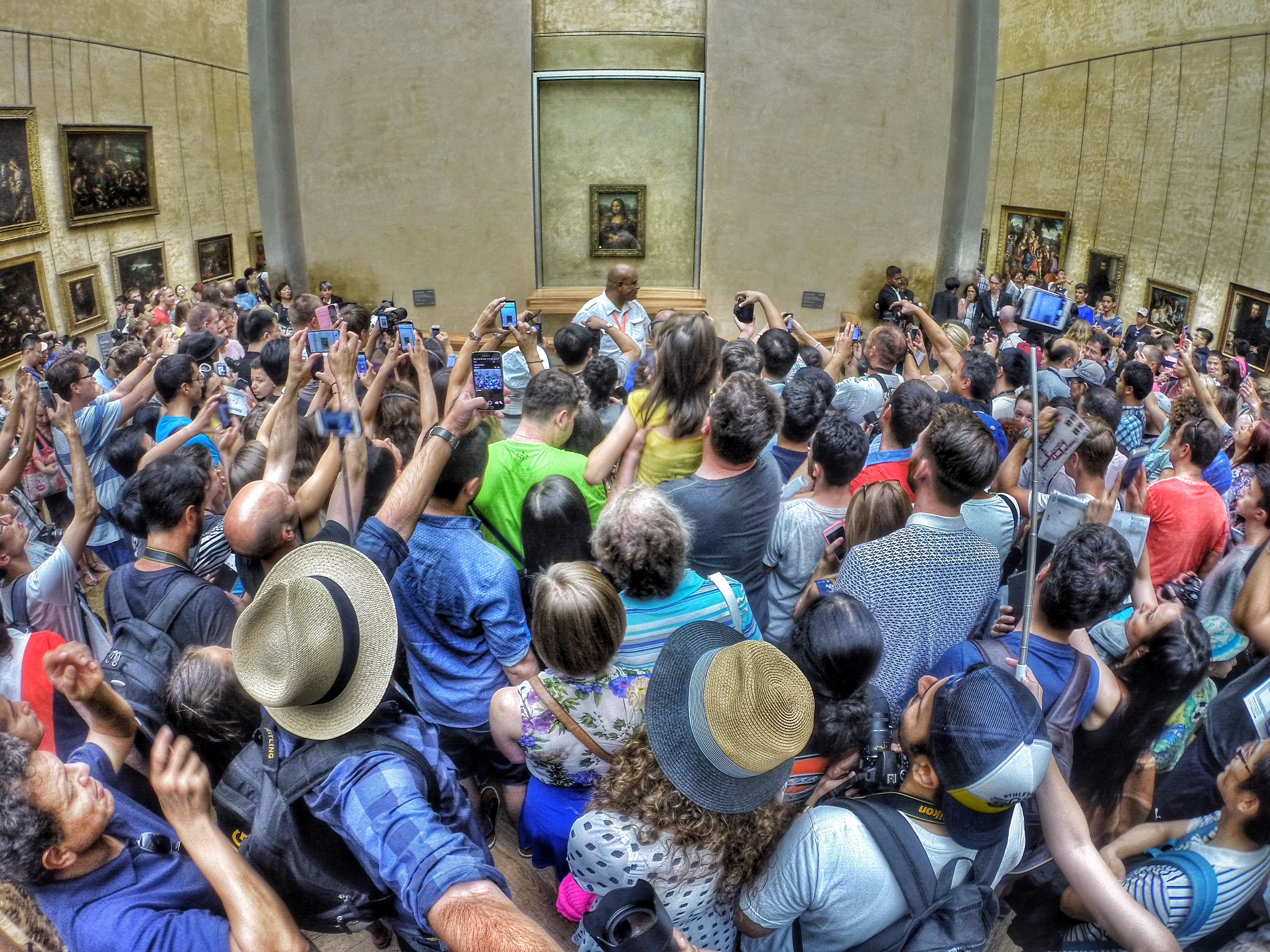
Visiteurs du Louvre se pressant devant La Joconde en juillet 2015.

Le 30 décembre 1956, un jeune garçon de café bolivien venu travailler en France, Ugo Ungaza Villegas, sujet d'un arrêté d’expulsion, lance un caillou sur La Joconde, dans un état de démence. Il brise le verre de protection et les éclats de verre abîment le coude gauche de Mona Lisa.
En décembre 1962, le ministre de la Culture André Malraux expédie La Joconde aux États-Unis. Elle voyage à bord du paquebot France, dans une cabine de première classe,. À son arrivée, le tableau est d'abord exposé à Washington à la National Gallery of Art, où il est reçu par le président John Fitzgerald Kennedy, puis à New York, au Metropolitan Museum of Art à partir de janvier 1963. Dans son discours de présentation, André Malraux fait une comparaison avec la statuaire antique : « Léonard apportait à l'âme de la femme l'idéalisation que la Grèce avait apportée à ses traits. La mortelle au regard divin triomphe des déesses sans regard. C'est la première expression de ce que Johann Wolfgang von Goethe appellera l'éternel féminin ». La Joconde sera admirée par 1,7 million de visiteurs au total. Elle est de retour en France en mars 1963.
Elle fait aussi un autre voyage au Japon où elle est exposée d'avril à juillet 1974 au musée national de l'Art occidental de Tokyo, y subissant une tentative de dégradation au spray rouge le 20 avril,. Elle séjourne ensuite brièvement à Moscou, avant de retourner à Paris pour de bon. C'est à l'occasion de cette ultime tournée qu'elle est équipée d'une première vitrine étanche garantissant sa sécurité.
Depuis mars 2005, La Joconde bénéficie au musée du Louvre d'une salle rénovée et spécialement aménagée pour la recevoir, la salle des États, dans laquelle elle fait face à un célèbre tableau de Paul Véronèse, Les Noces de Cana. Placée sur une cimaise indépendante, elle est protégée dans un caisson qui l'isole des vibrations, des variations d'humidité et des changements de température (vitrine hermétique assurant une hygrométrie à 55 % et une température autour de 19 °C).
Trop fragile, le tableau ne quitte désormais plus le musée du Louvre.
Sa notoriété est devenue telle que sur les millions de visiteurs du Louvre, près de la moitié ne viennent que pour voir ce tableau.
En janvier 2024, deux militantes du collectif « Riposte Alimentaire », aspergent de soupe la vitre blindée protégeant le tableau dans le contexte du Mouvement des agriculteurs de 2024 en France, afin de revendiquer la mise en place d'une sécurité sociale de l'alimentation durable,.

## Modèle
Plusieurs hypothèses ont été formulées à propos de l'identité du modèle. L'hypothèse généralement admise est l'identification de La Joconde à Lisa Gherardini, épouse de Francesco del Giocondo.

### Dénomination
Le titre du tableau vient probablement du patronyme du sujet « del Giocondo ». Le tableau est originellement appelé « Monna Lisa », et c'est toujours le cas en Italie, ou par sa déformation plus courante « Mona Lisa », une contraction de «  ma donna Lisa  » qu'on peut traduire par « madame Lisa ».

### Lisa Maria Gherardini

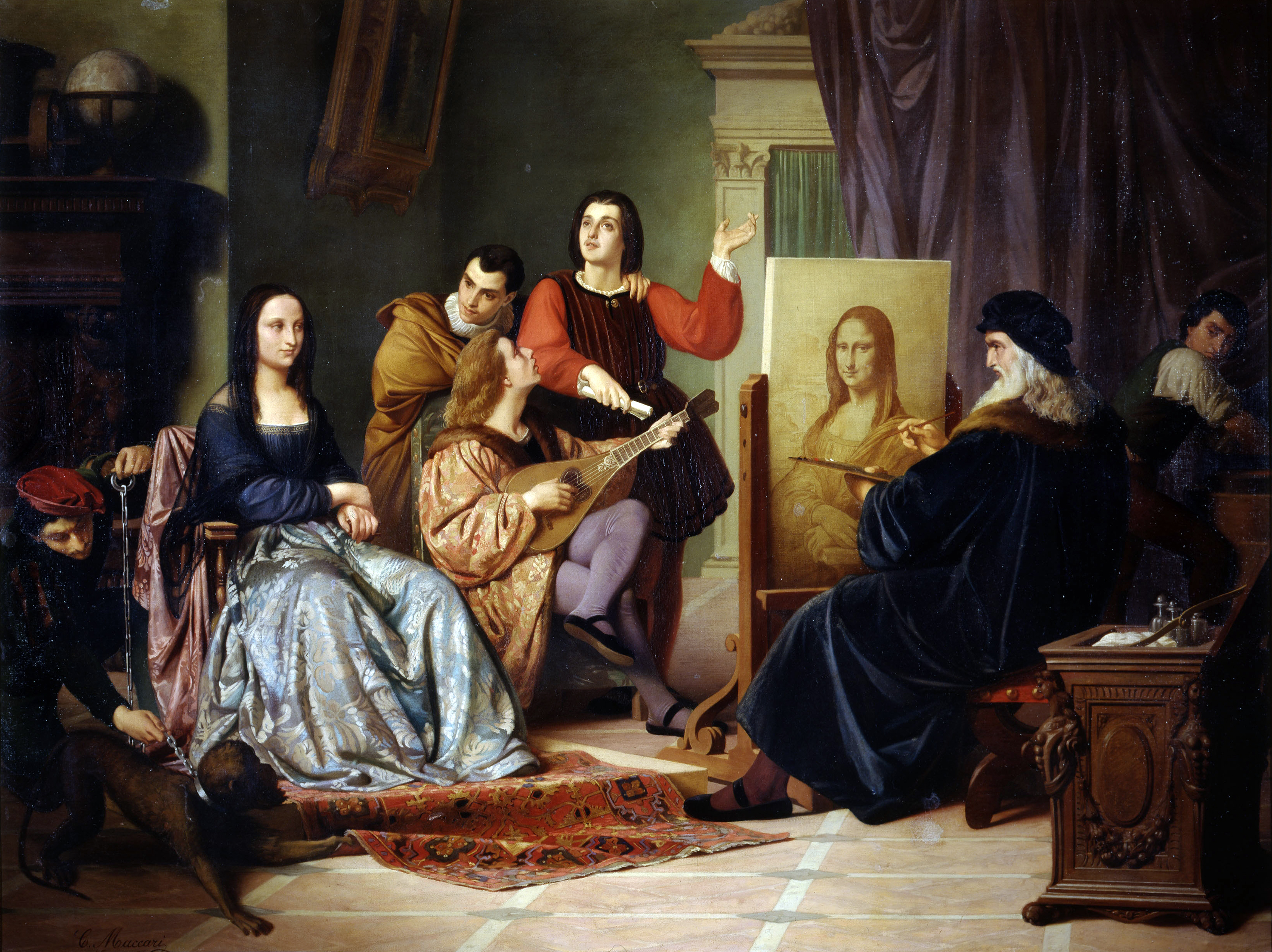
Représentation de Léonard de Vinci peignant La Joconde. Peinture de Cesare Maccari en 1863.

Selon l'hypothèse admise depuis Giorgio Vasari, le modèle s'appellerait à l'origine Lisa Del Giocondo, née Lisa Maria Gherardini en mai 1479 à Florence (Toscane). Issue d'une famille modeste, elle épousa à seize ans le fils d'un marchand de soie, Francesco di Bartolomeo di Zanobi del Giocondo. Déjà veuf à deux reprises, Giocondo a 19 ans de plus que Lisa. Elle lui donna trois enfants, Piero Francesco — né en 1496 — une fille au prénom inconnu morte en 1499 et Andrea — né en 1502.
Francesco del Giocondo possédait une chapelle familiale dans l'église de la Santissima Annunziata, où il fut plus tard inhumé. Cette église était tenue par les servites de Marie, qui ont hébergé en 1501 Léonard, fils de Piero da Vinci, le notaire de leur ordre. Il est probable que Léonard et Francesco ont fait connaissance à cette époque.
En 1503, Francesco del Giocondo emménage dans une demeure plus grande, via della Stufa, et cherche un peintre pour réaliser le portrait de son épouse. Il se tourne vers Léonard de Vinci. Cette hypothèse semble confirmée par une découverte récente[Quand ?]. Dans une édition de l'œuvre de Cicéron, retrouvée à Heidelberg, en Allemagne, et datant de 1503, son propriétaire Agustino Vespucci, ami de Léonard de Vinci, a annoté une page de l'ouvrage, indiquant que De Vinci avait trois peintures en cours cette année-là, dont un portrait de Mona Lisa del Giocondo. Francesco del Giocondo ne reçut jamais son tableau. Il était inachevé quand l'artiste quitta Florence pour Milan.
Cette thèse reste discutée, au prétexte qu'aucune trace d'un paiement n'a été retrouvée. Les liens étroits entre Léonard de Vinci et la famille del Giocondo ont été établis en 2004 par Giuseppe Pallanti (2007), d'après qui les archives d'une église du centre historique de Florence font référence à un acte de décès de « l'épouse de Francesco Del Giocondo », morte le 15 juillet 1542 et enterrée au couvent Sant'Orsola.
Selon Daniel Arasse, s'il était vivant quand le tableau fut fini, Francesco del Giocondo se serait senti outragé et l'aurait probablement refusé. D'après lui, à cette époque, une femme au front dégarni et aux sourcils épilés ne pouvait être qu'une prostituée. Des analyses du tableau postérieures à 2000 ont montré que La Joconde a la tête couverte d'un voile transparent ou peu visible.

### Hypothèses alternatives

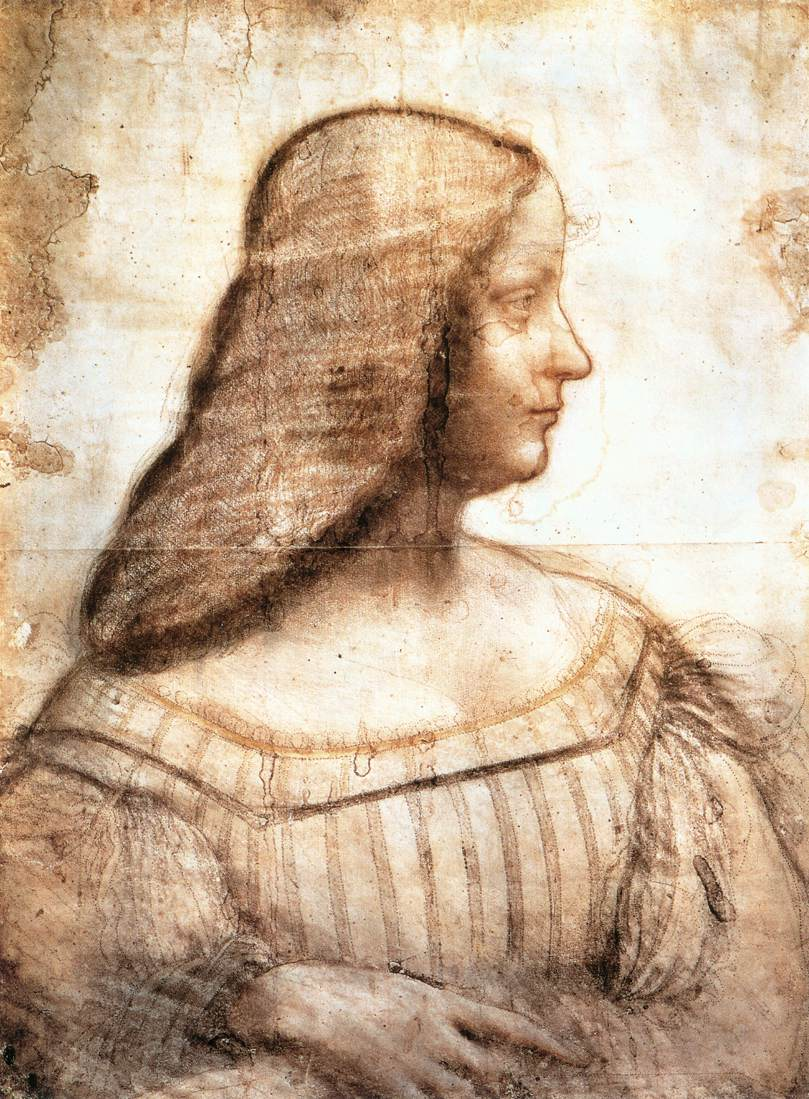
Portrait d'Isabelle d'Este de Léonard de Vinci (1499-1500).

Dans le catalogue raisonné actuel de Léonard de Vinci (2018), seule Isabelle d'Este est documentée comme une alternative plausible. En 1500, Léonard a réalisé plusieurs dessins d'elle et en 1501-06, elle a réclamé à plusieurs reprises le portrait à l'huile promis qui ne fut pas exécuté.
Une conjecture est basée sur une analogie : le visage de La Joconde serait superposable à celui de Catherine Sforza, princesse de Forlì (XVe siècle), dans un portrait peint par Lorenzo di Credi. Ce portrait est conservé dans le musée de Forlì, en Italie.
Antonio de Beatis qui rend visite à Vinci en 1517 au Clos Lucé, décrit un tableau du maître « d'une certaine dame florentine, faite d'après le modèle, à la demande de feu le Magnifique Julien de Médicis », cette dame pouvant être Isabella Gualandi de Costanza d'Avalos ou Isabelle d'Este, autres candidates plausibles pour La Joconde. Selon l'historien italien Roberto Zapperi, le portrait représenterait Pacifica Brandini d’Urbin, une des maîtresses de Julien de Médicis, le peintre gardant le tableau inachevé puisque son commanditaire Julien de Médicis meurt en 1516 sans avoir payé la totalité de la commande.
Daniel Arasse, dans son livre Histoires de peintures, écrit que le « mystère » de La Joconde date du début du XIXe siècle, avec l'attribution erronée, à Léonard de Vinci, de la tête de méduse du musée des Offices, en fait peinte par un Flamand du XVIIe siècle. On a fait de la méduse le revers de La Joconde, en supposant qu'un monstre se cachait derrière son sourire.
Selon une autre hypothèse, qui n'émane pas des historiens de l'art, le sujet du tableau est la propre mère de Léonard, Caterina, dans un lointain souvenir. Au moment où Léonard peint le portrait de sa mère, qu'il adorait, celle-ci n'était plus de ce monde. Elle est morte en 1495. Le rôle de Lisa Gherardini était uniquement de servir de modèle. L'idée est qu'elle était vivante dans l'imagination de Léonard. Une autre hypothèse est que le tableau raconte le mythe d'Isis et d'Osiris.
Silvano Vincenti, président du « Comité national pour la valorisation des biens historiques », une association privée d'investigation de l'art, affirme quant à lui qu'il y a de fortes similitudes entre les traits des visages du Saint Jean Baptiste, de l'ange et de Mona Lisa. D'après cette hypothèse, La Joconde serait donc un homme. Le peintre aurait laissé des indices en peignant dans ses yeux un minuscule L pour Leonardo et un S pour Salai, assistant du peintre qui aurait servi de modèle. Le chercheur, auteur d'un livre sur le sujet, révèle que son équipe a analysé des reproductions numériques de haute qualité du tableau. Toutefois, le musée du Louvre réfute la démonstration qui repose sur des sur-interprétations à partir de nombreuses craquelures dues au vieillissement de la peinture sur bois.

## Analyse du tableau

### Technique
Le flou du tableau est caractéristique de la technique du sfumato. Le sfumato, qui signifie en italien « enfumé », est un effet vaporeux, obtenu par la superposition de plusieurs couches de peinture extrêmement délicates qui donne au tableau des contours imprécis. Cette technique a été employée en particulier au niveau des yeux dans la mise en ombrage.
En automne 2004, le Centre de recherche et de restauration des musées de France est missionné par le musée du Louvre pour soumettre le tableau à une série d'examens de laboratoire avant qu'il ne soit placé dans un nouveau caisson climatisé. Les études emploient de l'émissiographie et de la réflectographie infrarouge, de l’analyse par micro-fluorescence X et un scanner laser sophistiqué, en couleurs et en trois dimensions mis au point par le CNRC d'Ottawa. Ces analyses ont permis de découvrir des détails jamais observés auparavant car masqués par les couches de peinture et de vernis : un réseau caractéristique de craquelures orientées en fonction des contraintes exercées par le cadre rainuré inséré par le peintre ; l’existence possible d’un dessin préparatoire réalisé sur un gesso puis d'une ébauche au pinceau ; l'ensemble de l'habit de Monna Lisa totalement enveloppé d'un « guarnello », voile de gaze fin et transparent normalement porté à l'époque par les femmes enceintes ou venant d'accoucher, ce qui expliquerait son sourire maternel de femme enceinte et la commande du tableau pour fêter sa maternité. Cousu à la robe à l'emplacement de l'encolure brodée, ce voile est roulé sur l'épaule alors que les historiens d'art y voyaient une écharpe. Cependant, l'hypothèse de la célébration de la maternité est contestée par le fait que l'usage du guarnello ne serait pas systématiquement lié à une naissance et ce vêtement d’intérieur a pu être porté en d’autres moments.
Cette étude révèle également que Monna Lisa est vêtue d'une robe rouge carmin (et non vert sombre comme elle apparaît actuellement) avec des manches amovibles jaune mordoré (les couleurs sombres du vêtement ayant subi l'obscurcissement des vernis successifs), et que sa chevelure, ceinte d'un voile noir, est ramassée par un chignon plat (une chevelure flottant au vent aurait été inconvenante pour l’époque) peut-être recouvert par un bonnet.

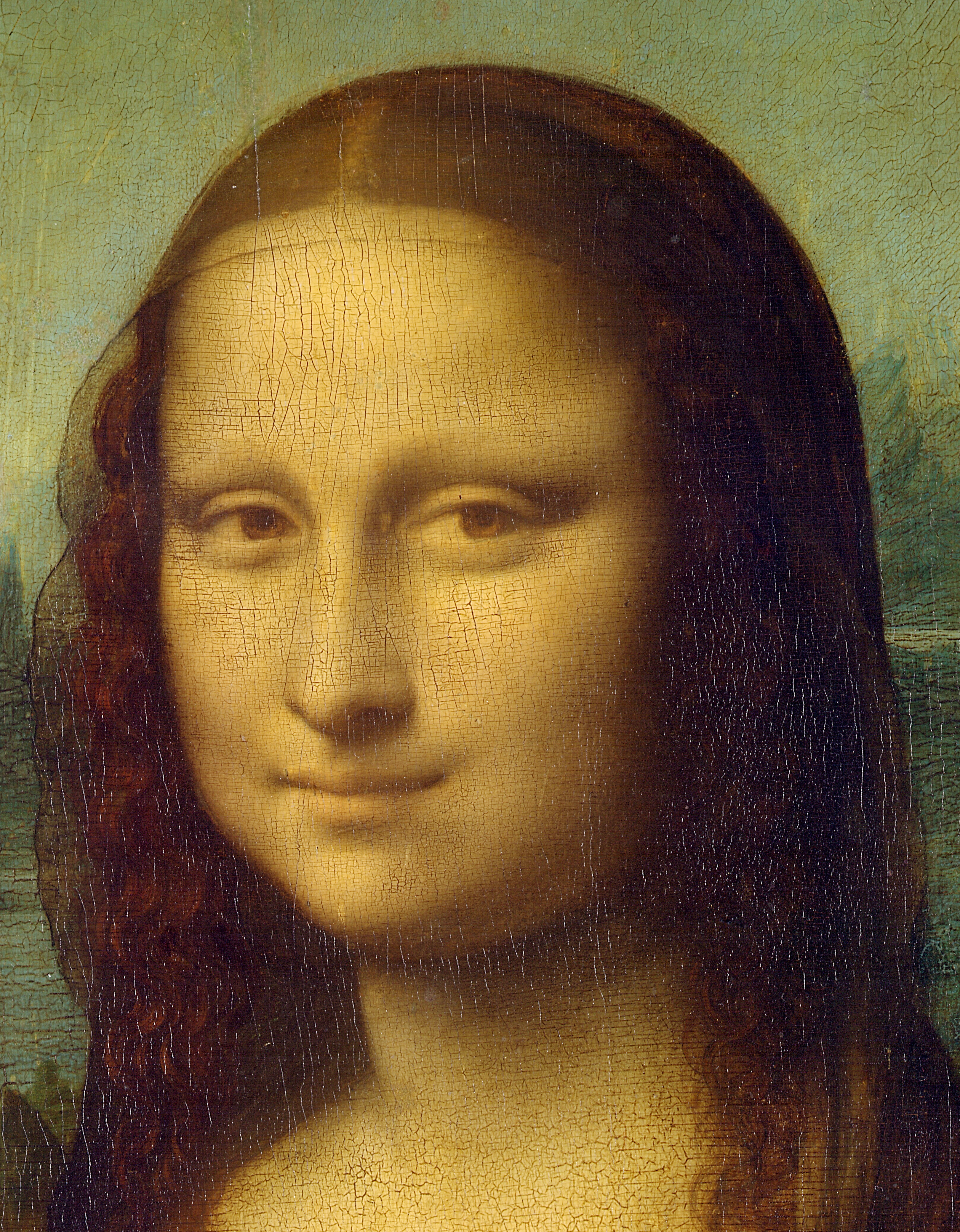
Détail du tableau.
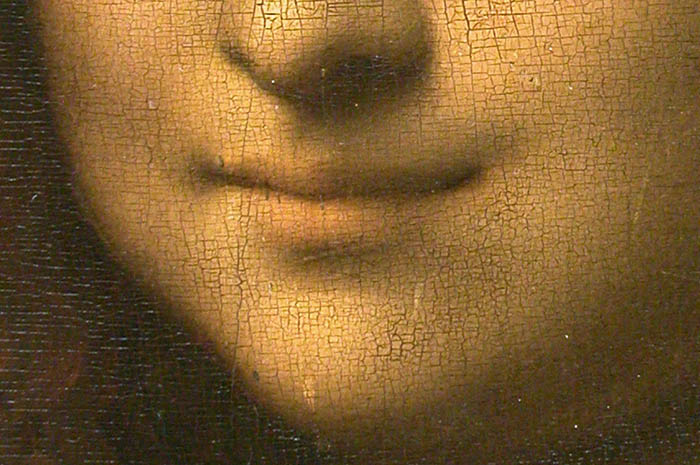
Détail des lèvres.
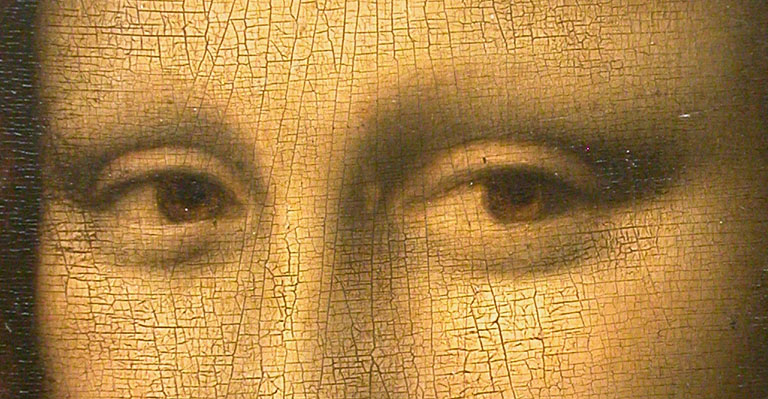
Détail des yeux.

En 2010, l'European Synchrotron Radiation Facility a permis de mieux comprendre le sfumato, technique utilisée par Léonard de Vinci. Avec le soutien du musée du Louvre et après examen de sept de ses tableaux par spectrométrie de fluorescence des rayons X, réalisée directement devant les œuvres au musée du Louvre, les scientifiques ont compris que Léonard avait utilisé ses doigts pour passer des dizaines de couches de vernis pour peindre La Joconde mais également d'autres œuvres comme La Vierge aux rochers ou La Madone à l'œillet. L'artiste se démarquait ainsi par la précision de l'application de ses couches de vernis, pour certaines cinquante fois plus fines qu'un cheveu humain.
En 2020, une analyse multispectrale du tableau révèle que Léonard ou ses assistants avaient utilisé la technique du spolvero pour reporter sur la toile les tracés d'un dessin préparatoire,.

### Le sourire et le regard
L'homme qui rit, peint par Antonello de Messine en 1470 est le premier portrait souriant de la peinture occidentale, cependant, le sourire du modèle s'apparente plutôt à une grimace, ce qui peut amener à considérer La Joconde comme étant le premier portrait souriant réussi.
Le sourire de La Joconde constitue un des éléments énigmatiques du tableau, qui a contribué au développement du mythe. Son sourire apparaît comme suspendu, prêt à s'éteindre : quand on le fixe directement, il semble disparaître pour réapparaître lorsque la vue se porte sur d'autres parties du visage. Le jeu des ombres accentue l'ambiguïté que produit le sourire. Plusieurs études ont analysé ce sourire.
Selon la neuroscientifique Margaret Livingstone (en), Léonard de Vinci a longtemps étudié l'anatomie de l'œil et la perception visuelle pour créer volontairement une confusion entre la vision périphérique sensible aux « fréquences basses spatiales » (les zones sombres) et la vision centrale sensible aux détails : en accentuant la bouche et le sourire par le renforcement des ombres sur les pommettes et la mâchoire, le sourire ne devient visible que lorsque la vision périphérique se fixe hors de la région péribucale.
En 2005, un logiciel de reconnaissance des émotions corrèle la courbure des lèvres et les pattes d'oie autour des yeux à six émotions de base : le sourire de la Joconde traduirait à 83 % le bonheur, à 9 % le dédain, à 6 % la peur, à 2 % la colère, à 1 % la neutralité et aucun pourcentage à la surprise.
Plusieurs hypothèses plus ou moins farfelues ont été données depuis des décennies pour expliquer ce sourire : asthme, paralysie faciale de Bell ; bruxisme dû au stress des longues poses ou au contraire sourire de plaisir par l'écoute de musique lors de ces séances, sourire maternel de femme enceinte, stratagème du peintre qui entoure son modèle de musiciens, de chanteurs et de bouffons, pour effacer la mélancolie de son visage de femme maltraitée ; perte des dents de devant en raison d'une hygiène dentaire déficiente au XVIe siècle, hypothyroïdie.
Des dizaines d'études « scientifiques » sortent chaque année, prétendant attribuer à la Joconde de nouvelles maladies expliquant son sourire (excès de cholestérol, paralysie faciale, syphilis, problèmes cardiovasculaires, hypothyroïdie, tendance à la dépression…). Ces diagnostics, aussi faciles à formuler qu'impossible à prouver ou réfuter, sont très partagés dans la presse, et ne reposent sur à peu près rien d'autre que des affirmations gratuites, formulées principalement dans un but de buzz médiatique facile. Le journaliste scientifique Mathieu Vidard résume « si vous souhaitez vous faire connaître à peu de frais, prenez le tableau le plus célèbre du monde, inventez n’importe quelle fausse nouvelle à son sujet et vous serez certain de tutoyer à votre tour l’ivresse de la célébrité ».

### Le paysage
Les plis des manches et du bustier répondent au motif du chemin, à la vallée ondoyante et à la sinuosité des pitons rocheux. Au-delà de la perspective mathématique, Léonard de Vinci crée une perspective atmosphérique (passage progressif de tonalités brun verdâtre à vert bleuté pour finalement rejoindre le ciel) pour donner de la profondeur au paysage qui est peut-être inspiré par les paysages qu'il a pu voir au cours de son voyage à Milan.
Une historienne de l'art, Carla Glori, chercheuse à l'université italienne de Savone, affirme en 2011 que le pont médiéval à trois arches qui apparaît sur l'épaule gauche est une référence à Bobbio. Elle décèle sous l'arche droite le nombre 72, qui ferait référence à l’année 1472, date de la destruction partielle de l'édifice. La formulation de cette hypothèse peut cependant être motivée par le phénomène neuro-cognitif de paréidolie ; si ce nombre existe, il pourrait aussi n'être que le fruit du hasard et s'expliquer par les craquelures de la peinture.
Daniel Arasse — s’appuyant sur Carlo Pedretti — souligne que la présence d’un pont « est le symbole du temps qui passe » étant donné que s'il y a présence d’un pont, c'est qu’il y a une rivière, qui est elle-même le symbole par excellence du temps qui s’écoule. Ainsi, « le thème du tableau c’est le temps ».
Rosetta Borchia et Olivia Nesci, respectivement professeur de géomorphologie à l'université d'Urbino « Carlo-Bo » et peintre-photographe, suggèrent en 2012 une similitude entre le paysage du tableau et ceux du territoire de Montefeltro, situé dans les provinces de Pesaro Urbino et Rimini.
Daniel Arasse, quant à lui, voit une similitude entre le paysage de La Joconde et une carte de la Toscane, réalisée vers 1503 par de Vinci en perspective cavalière, représentant le lac Trasimène.
En mai 2024, la géologue et historienne Ann Pizzorusso identifie que ce paysage correspondait aux environs de la ville lombarde de Lecco, située sur les rives du lac de Côme, dans le nord de l'Italie. On y reconnait notamment le pont Azzone Visconti.
Paul Veyne remarque, dans l’arrière-plan, l'absence de toute présence humaine dans un paysage inhabité. Nul village, nul château ou édifice religieux comme il était d’usage d'en peindre au XVIe siècle. Pour l'historien, cela met en évidence la « cosa mentale » chère à de Vinci. Il écrit : « Ce paysage est vaste : ampleur de vues chez l'héroïne ? Ampleur de son être, plutôt. Paysage inhabité, non que l'héroïne soit solitaire ni discrète ; mais, dans ce monde intérieur qui est le sien, elle est évidemment seule à être ».

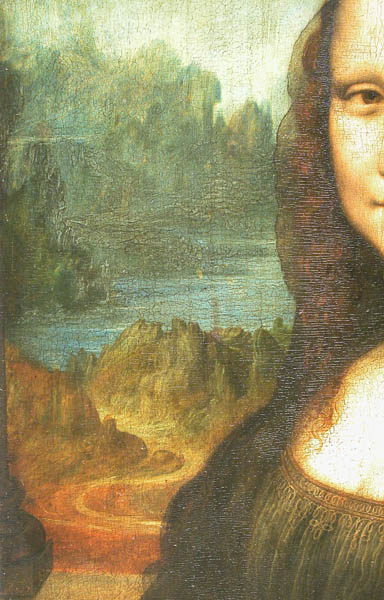
Partie gauche du paysage.
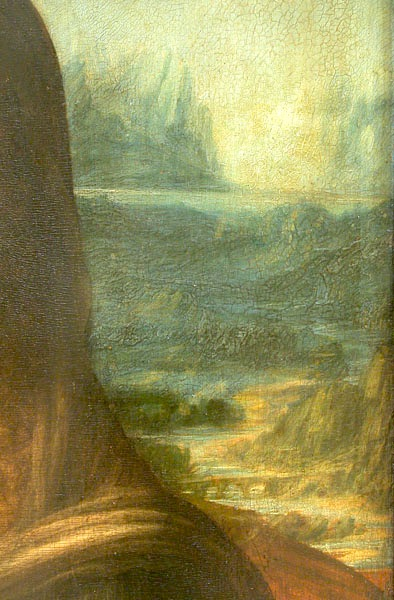
Partie droite du paysage.

### Études diverses
Matsumi Suzuki, acousticien spécialisé dans l’étude de la voix, et son entreprise Japan Acoustic Lab prétendent avoir retrouvé le timbre de voix de La Joconde. En prenant en compte sa taille (estimée à 1,68 m), la morphologie de son crâne, il affirme : « La partie inférieure de son visage est assez large, et elle a un menton pointu. Ce volume se traduit par une voix relativement basse, et la forme du menton par la présence de tons dans les gammes medium », a-t-il expliqué à l'agence Reuters.

## Versions et copies deLa Joconde
Dès le XVIe siècle, La Joconde inspira de nombreux peintres, qui en firent des copies et imitations plus ou moins fidèles.

### Hypothèse de deux versions
L'hypothèse de deux versions s'appuie sur des témoignages affirmant qu'il y aurait deux répliques du tableau de Léonard de Vinci.
Agostino Vespucci, probablement l’un des premiers témoins, écrivit en octobre 1503 que Léonard de Vinci travaille au portrait de Lisa. Pour Carlo Pedretti dans son étude sur le peintre publiée en 1982 relayé par Alessandro Vezzosi en 2007 stylistiquement, la Mona Lisa du Louvre est caractéristique de l’œuvre de l’artiste, après 1513. Lors de la découverte de la note de Vespucci, Vincent Delieuvin, conservateur du département de peinture italienne du 16e siècle au Musée du Louvre, dit « Léonard de Vinci était en train de peindre le portrait d’une dame florentine qui s’appelle Lisa del Giocondo. De ça, on en est certain. Malheureusement, on n’a pas de certitude absolue que ce portrait de Lisa del Giocondo soit le tableau du Louvre. »
Comme dans le dessin de Raphaël, des copies plus tardives de Mona Lisa, comme celles dans le Musée National d’Art, d’Architecture et de Design d’Oslo et dans le Musée d’Art Walters de Baltimore contiennent de larges colonnes. C’est pour cela que bon nombre d’experts étaient certains que la Joconde du Louvre contenait ces colonnes à l’origine, qui auraient été coupées par la suite,,,,. Vincent Delieuvin estime que le dessin de Raphaël ainsi que ces copies aux colonnes durent être inspirées par une autre version, alors que Frank Zöllner pense que le dessin indique que Léonard lui-même aurait exécuté une autre œuvre sur le thème de la Joconde.

### Mona Lisad'Isleworth
Selon la Mona Lisa Foundation, une association basée à Zurich, Léonard aurait peint un tableau antérieur à La Joconde du Louvre, vers 1501-1503, appelé Mona Lisa d'Isleworth, du nom issu de l'endroit où elle est apparue.

### La Jocondedu Prado
Une copie de La Joconde, qui appartient au musée du Prado à Madrid, a été redécouverte en 2012 après sa restauration, qui a consisté notamment à retirer un fond noir qui recouvrait l'arrière-plan, ce qui révéla le paysage d'origine. Elle est attribuée à Salai ou à Francesco Melzi, deux des élèves favoris de Léonard de Vinci. Elle aurait été peinte vers 1503-1516. Elle comporte, en particulier les mêmes repentirs. Les quelques différences seraient dues à l'inachèvement du tableau du maître lorsqu'il quitta définitivement l'atelier de Léonard avec ce dernier, obligeant ses disciples à achever la copie à leur manière.

### La Joconded’Épinal
Le peintre et collectionneur spinalien André Guillaud achète cette copie de la Joconde en 1956 lors d'une vente aux enchères à l'Hôtel Drouot à Paris. Il la lègue au musée départemental d'art ancien et contemporain de la ville en 1970. L’œuvre aurait été réalisée par un peintre italien au XVIIe siècle, époque où le tableau était conservé à Fontainebleau. Les examens scientifiques ont révélé une bonne conservation de la matière picturale de l’œuvre. Seul le support a fait l'objet d'un rentoilage à la fin du XVIIIe siècle. La qualité de réalisation de l’œuvre reprend très fidèlement l'original. Les seules différences étant la taille de la toile qui est légèrement supérieure au panneau de bois de peuplier de l'original et le cadrage, faisant plus apparaître les deux colonnes qui encadrent le visage.

### Autres copies
La liste n'est pas exhaustive. Ces copies montrent des colonnes ou leurs bases de chaque côté du sujet.
- La Joconde du musée du Prado, copie de l'atelier de Léonard.
- La Joconde de Thalwil ; copie communément attribuée à Salai, élève et ami de Léonard de Vinci ; elle appartient au docteur Carl Muller et est située à Thalwil en Suisse.
- La Joconde d'Oslo ; copie datée de 1525, conservée à la Galerie nationale d'Oslo, signée Bernardino Luini, MDXXV.
- Joconde de Saint-Pétersbourg ; copie du XVIe siècle par un artiste inconnu, aussi proche de l'originale que celle d'Épinal, au musée de l'Ermitage à Saint-Pétersbourg.
- La Joconde de Baltimore ; copie située au Walters Art Museum de Baltimore
- La Joconde Torlonia, copie anonyme est conservée au Parlement de la République italienne à Rome.
- La Joconde de Troyes ; copie du XVIe siècle au musée Saint-Loup de Troyes.
- Une copie au musée des Beaux-Arts de Quimper.
- Une copie est conservée dans la collection Luchner à Innsbruck en Autriche.

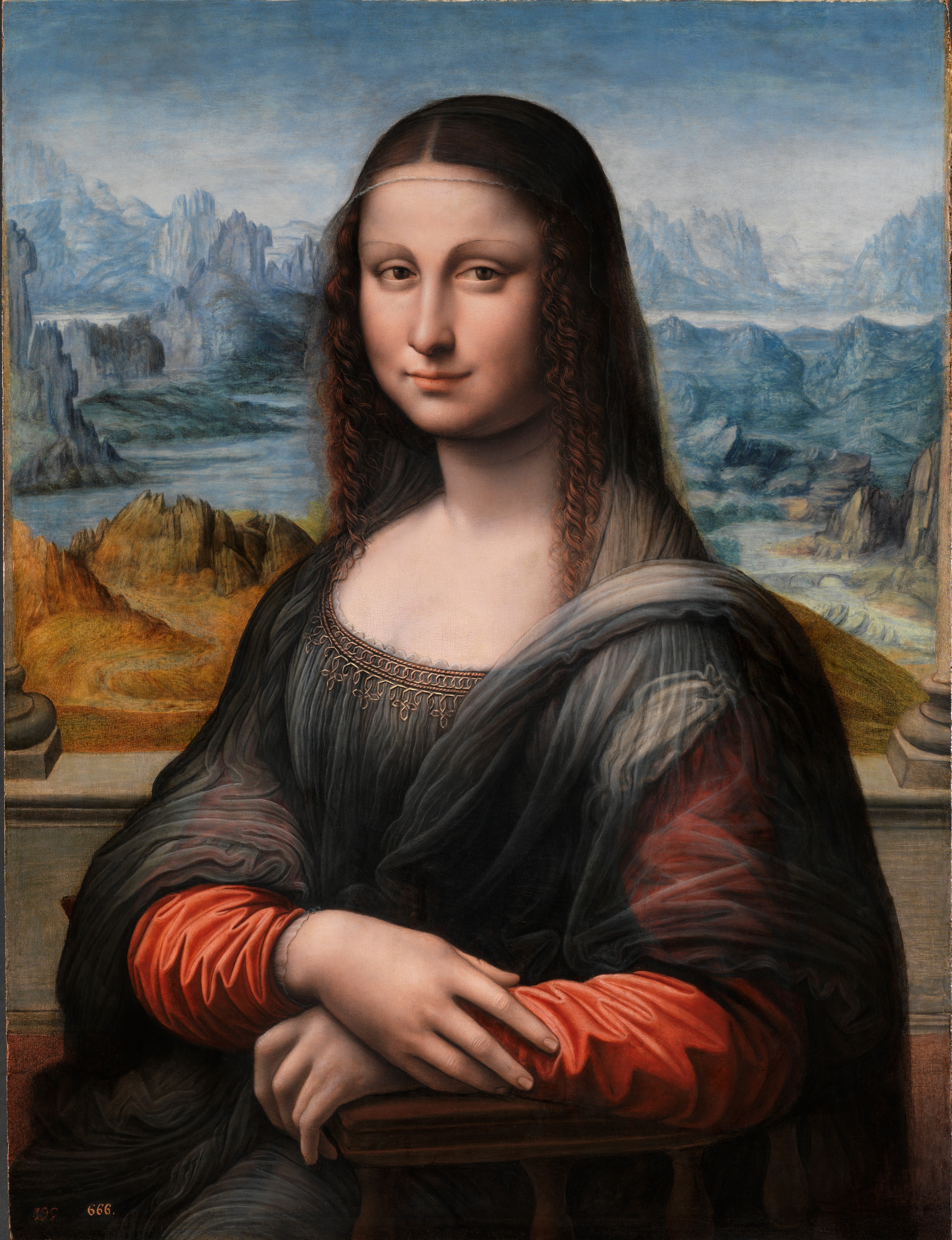
La Joconde du Prado, après sa restauration et le retrait du fond noir.
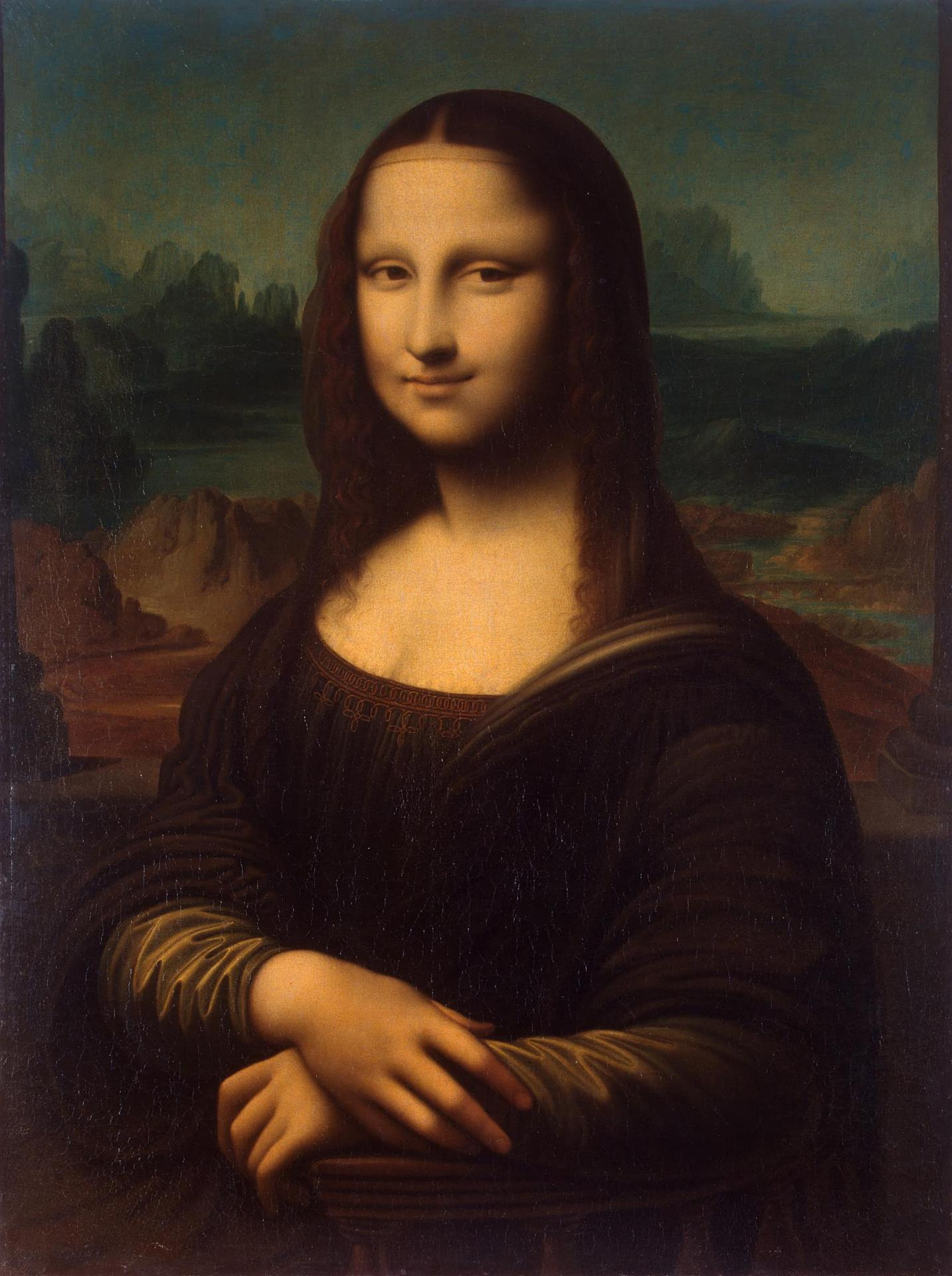
Joconde de Saint-Pétersbourg.
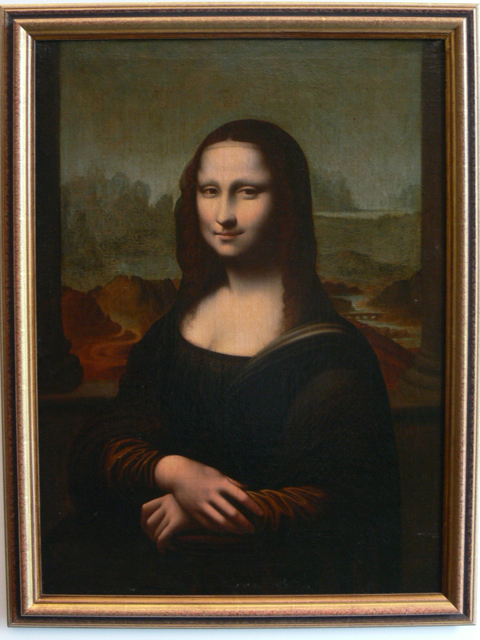
La Joconde d'Épinal.
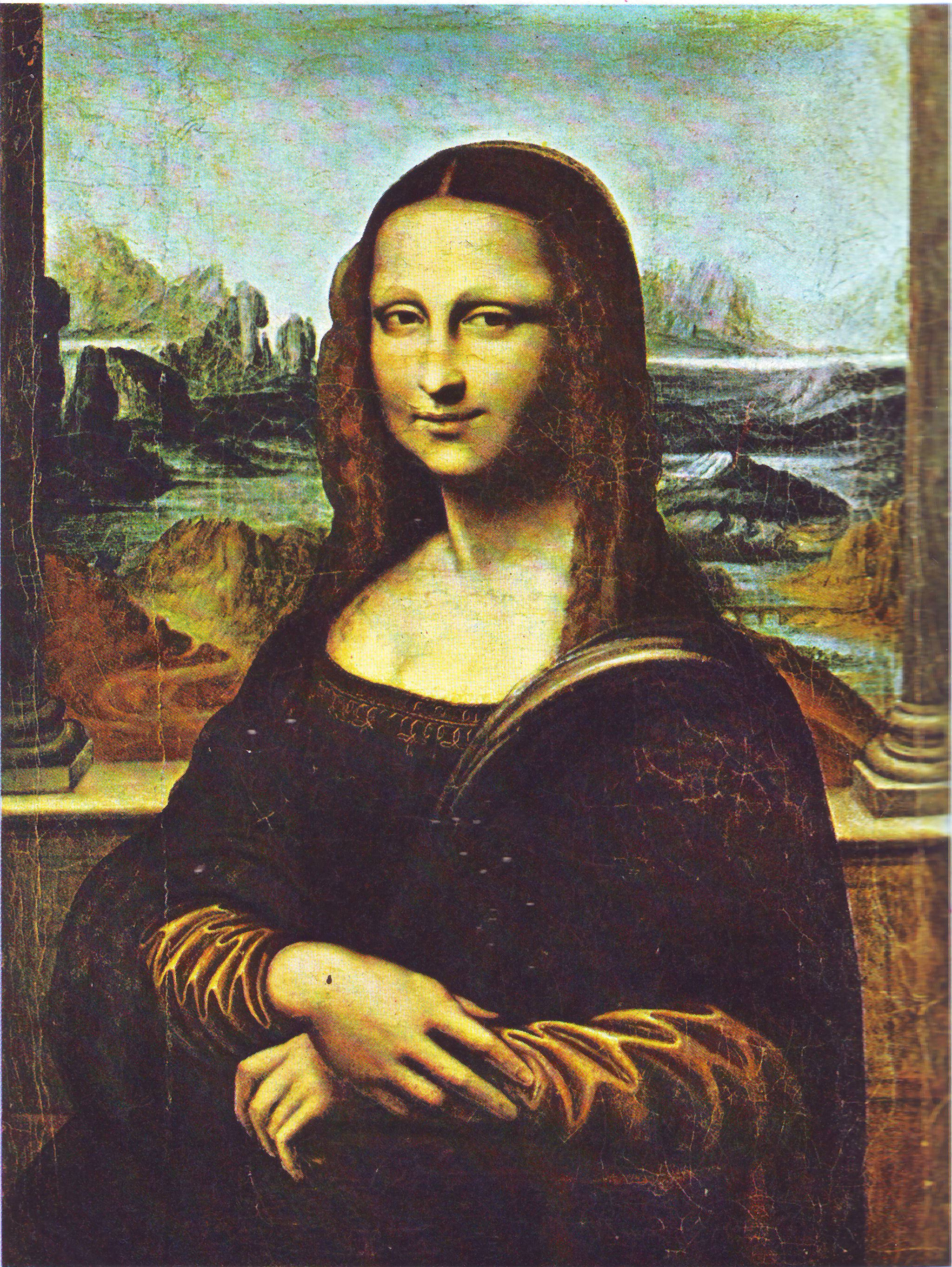
La Joconde de Baltimore.
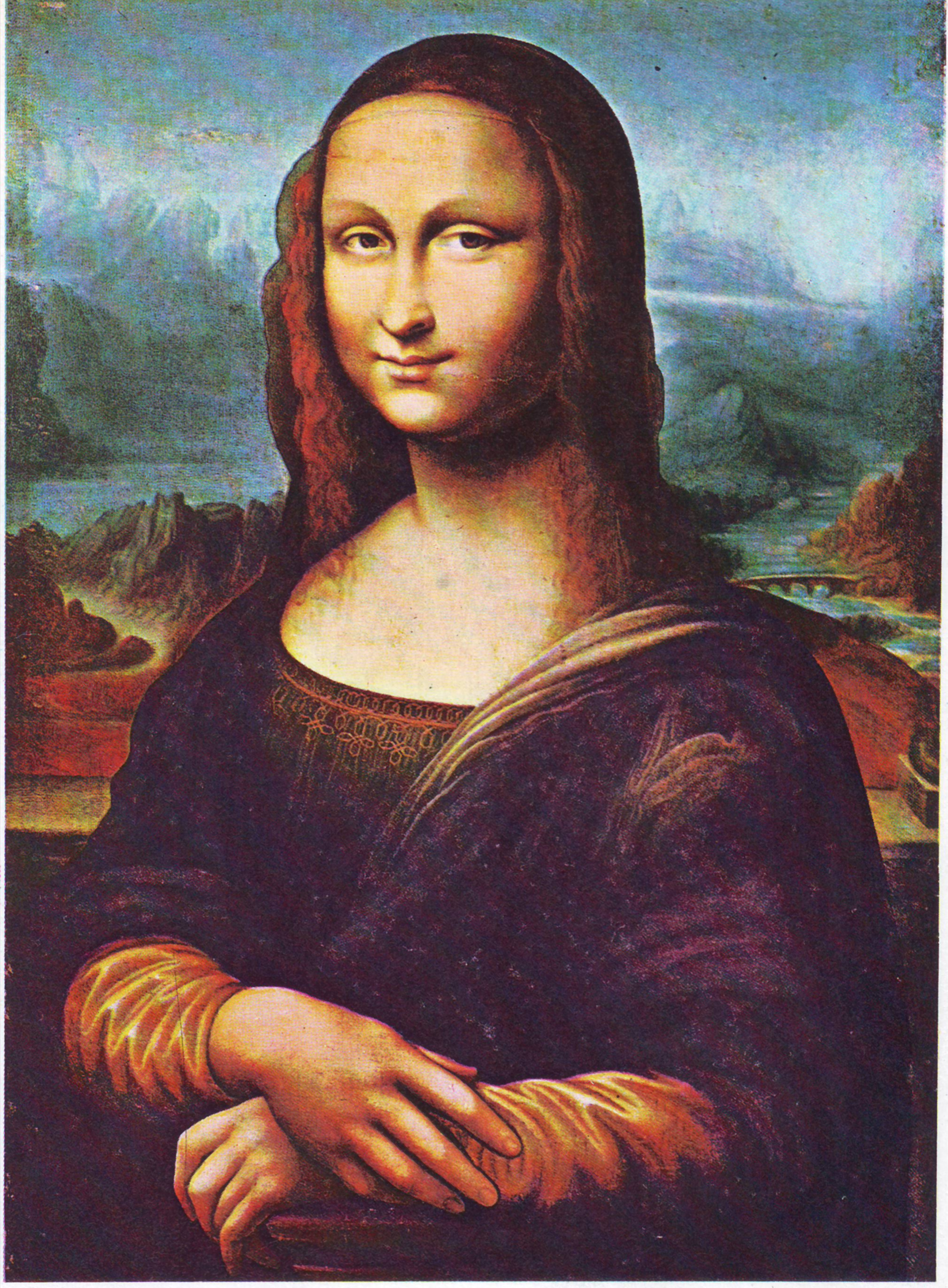
La Joconde de Thalwil.

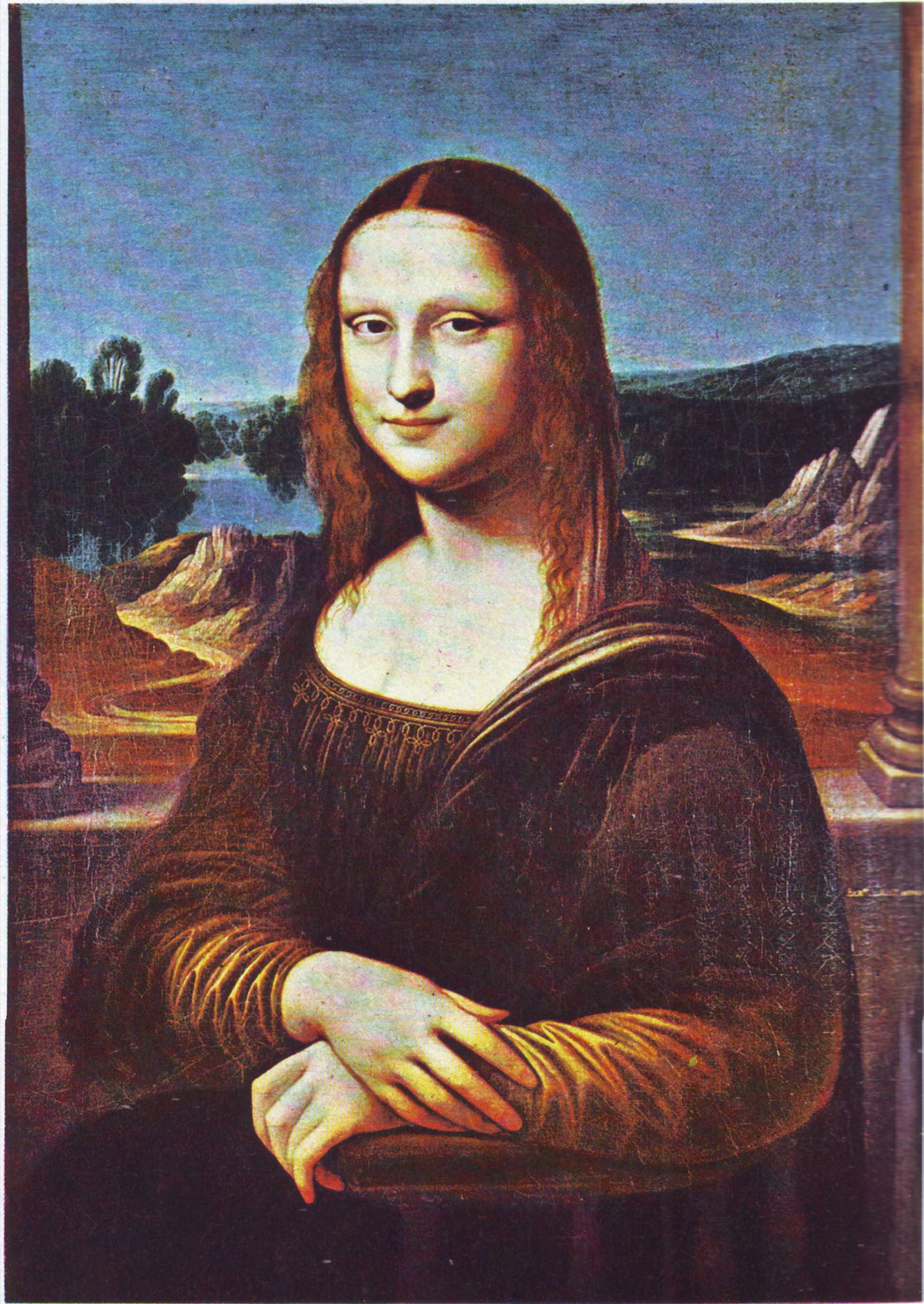
La Joconde d'Oslo.
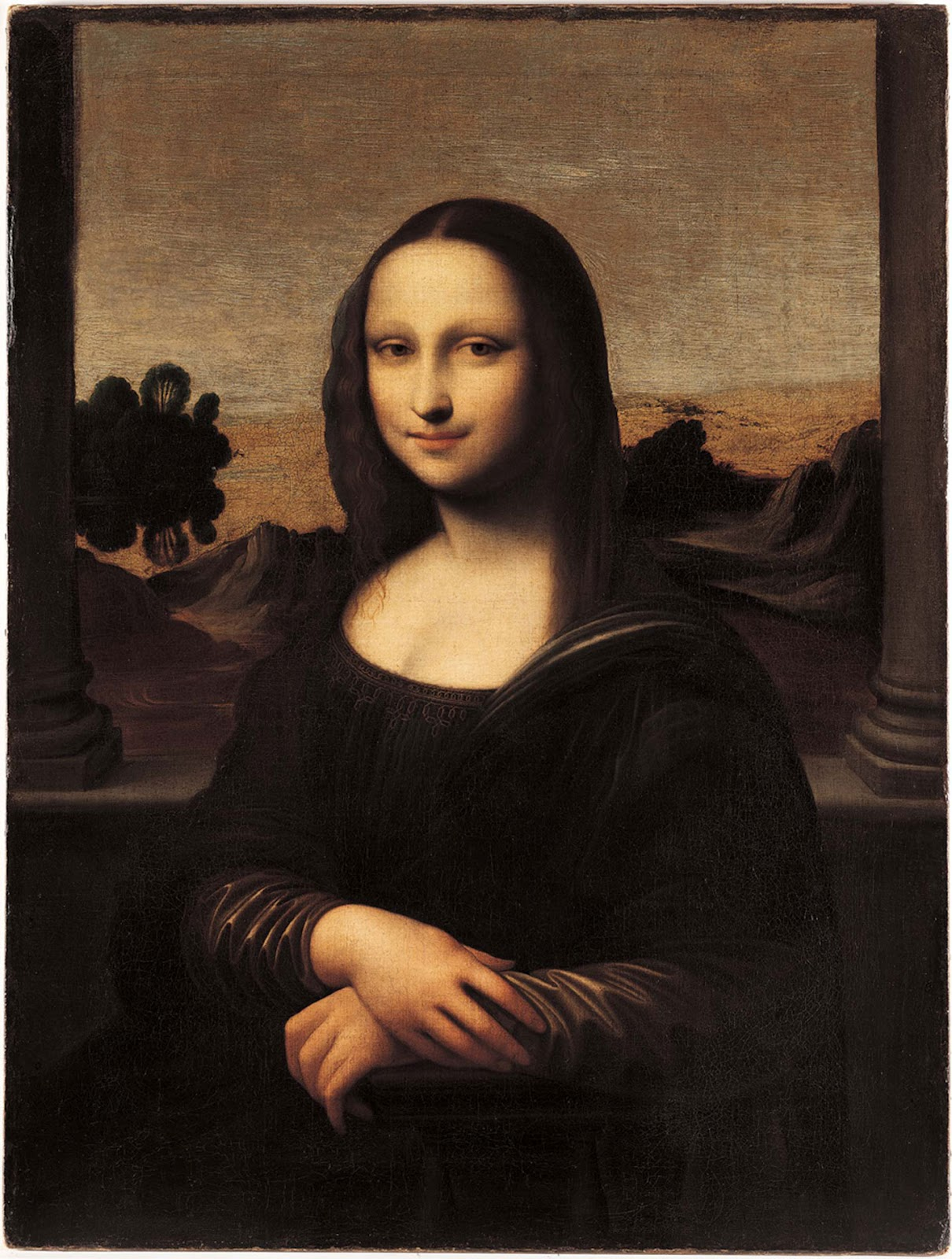
La Joconde d'Isleworth.

## Représentations culturelles

### Influences et détournements

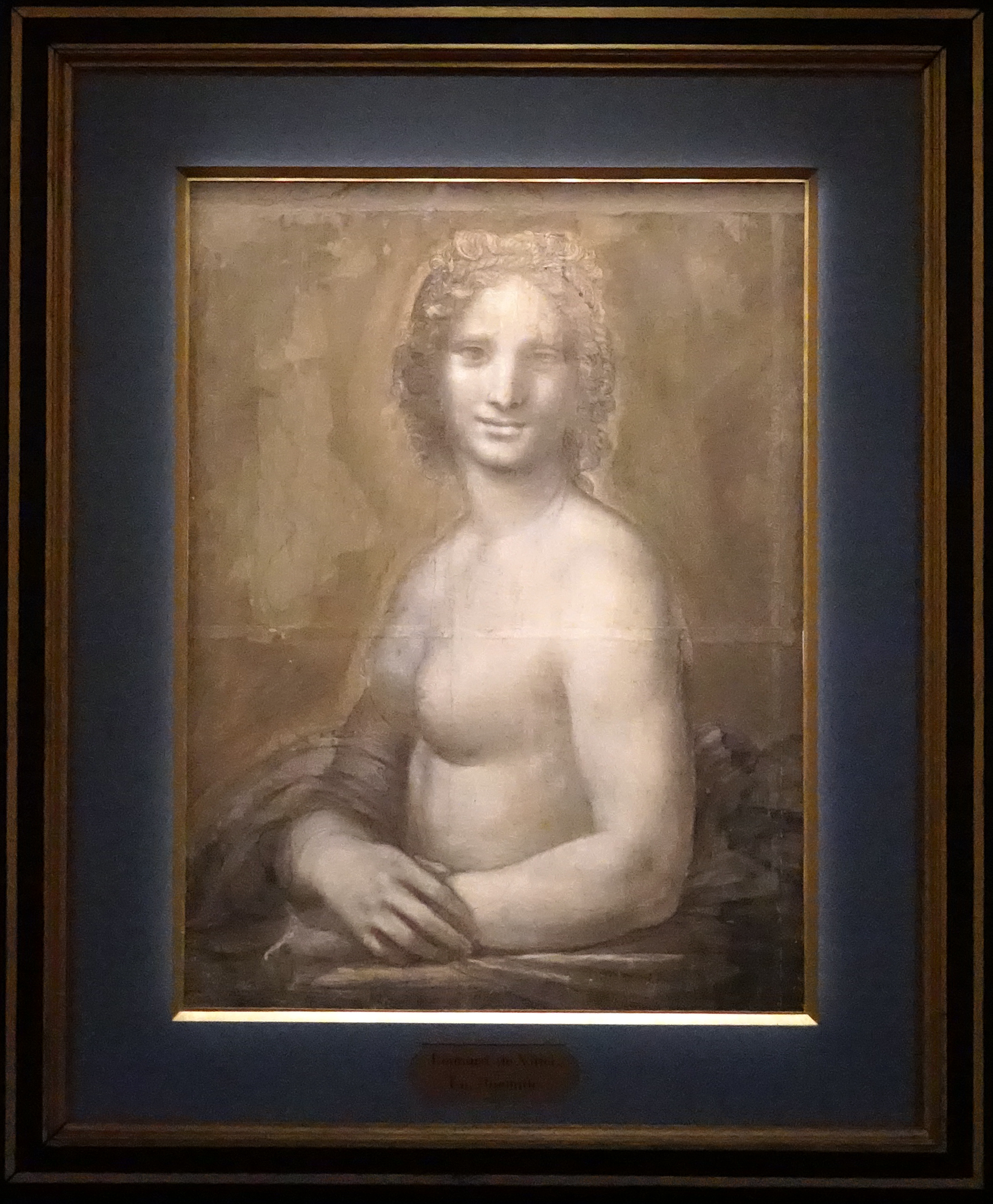
La Joconde nue, carton, pierre noire sur papier, musée Condé, Chantilly.

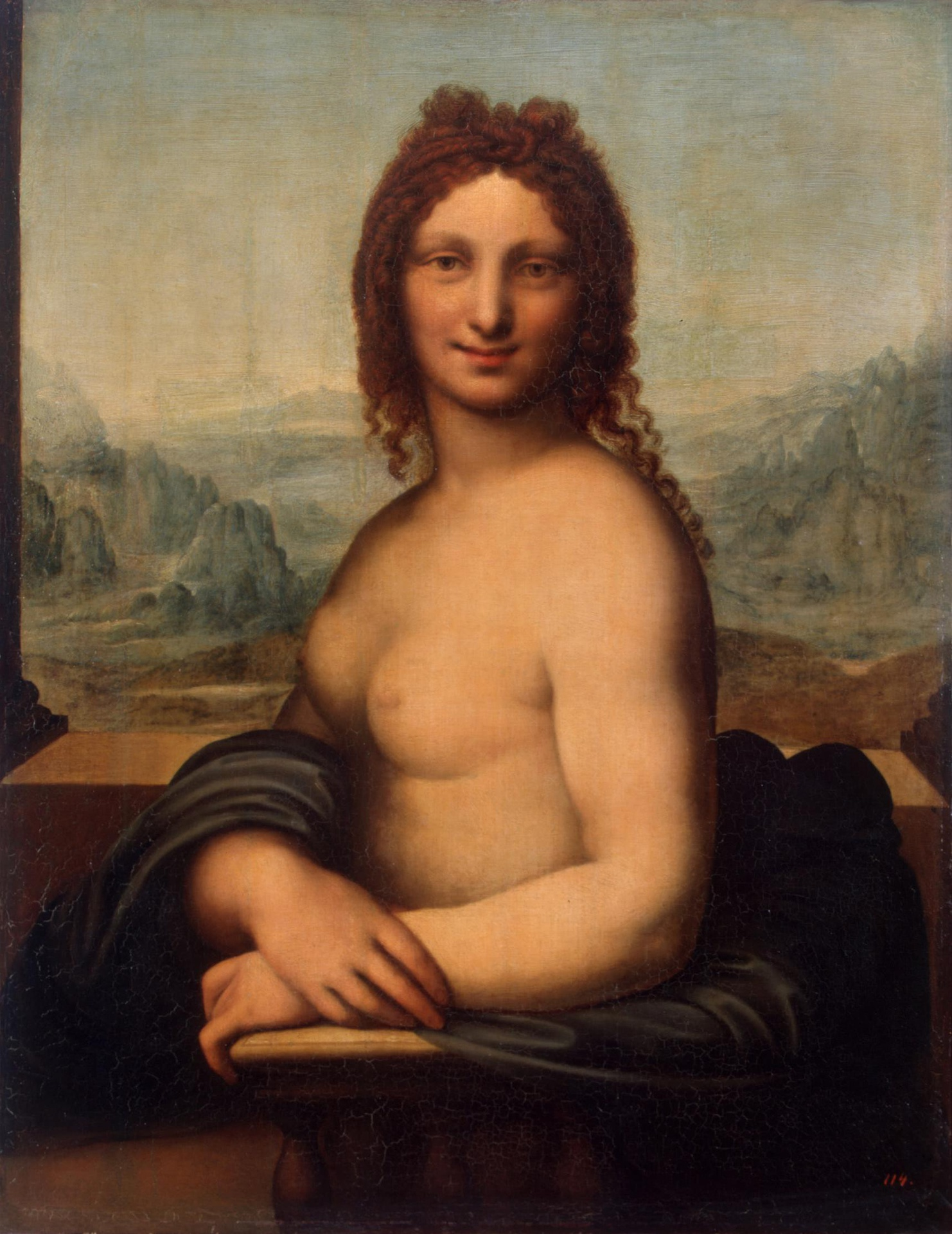
Monna Vanna, version de Salai, peut être inspirée d'un original de Léonard de Vinci, musée de l'Ermitage, Saint Petersbourg.

Léonard de Vinci aurait également réalisé un « double dénudé » de La Joconde dite Monna Vanna. Son attribution au maître est controversée. Il en existe un carton, conservé au musée Condé de Chantilly qui pourrait être de la main du maître, et par ailleurs une vingtaine de versions peintes datant du XVIe siècle, dont celle de Salai, élève de Léonard, conservée au musée de l'Ermitage à Saint-Pétersbourg.
Camille Corot et Robert Delaunay ont tiré des variations du tableau de Léonard de Vinci. Fernand Léger l'intègre dans l'une de ses œuvres intitulée La Joconde aux clés (1930) qui est conservée à Biot, au musée national Fernand-Léger.
Au XXe siècle, les surréalistes, pour protester contre « l'art établi » détournent le tableau. Monna Lisa est affublée d'une moustache par Salvador Dalí, et par Marcel Duchamp sous le titre L.H.O.O.Q..
En 1981, c'est le peintre Henri Cadiou qui mit en scène La Joconde dans un trompe-l'œil intitulé La déchirure – Monna Lisa.
En 2003, La Joconde fait l'objet d'une appropriation par le peintre Herman Braun-Vega dans un tableau intitulé N.Y. 11-09-2001 (Leonardo Da Vinci).
En juin 2017, un artiste de rue espagnol a réalisé une fresque de La Joconde de plus de 50 mètres.

### Collection Jean Margat
En 2014, l'hydrologue Jean Margat offre au Louvre une collection de 11 000 objets dédiés à La Joconde. Cette acquisition a fait l'objet d'une petite présentation d'une sélection de cette collection dans le cadre du « Tableau du mois » : Le tableau du mois no 211 – De la Jocondoclastie à la Jocondophilie, avec un texte de Vincent Pomarède, conservateur du département des peintures du musée du Louvre.

### Chansons
- Barbara (paroles et musique de Paul Braffort), Serge Gainsbourg ou Patachou ont chanté La Joconde.
- Ivan Graziani, Monna Lisa (chant, paroles et musique) - 1978 - (album Pigro)[144].
- Nat King Cole a également chanté la Joconde dans la chanson Mona Lisa écrite par Ray Evans et Jay Linvingston. Elle reçoit l'Oscar de la meilleure chanson originale en 1951 et est intronisée au Grammy Hall of Fame Awards en 1992.
- En 1984, la chanson J'm'ennuie toute seule dans mon tableau, interprétée par Amélie Morin, s'inspire du portrait de Monna Lisa : « J'm'ennuie toute seule, dans mon tableau / Sous les spotlights je crève de chaud / Y'a cinq cents ans que j'fais mon show / On prend mon sourire en photo… »[145].

### Littérature
L'écrivain français Jules Verne compose en 1850-1851 une comédie en un acte, Monna Lisa, où il imagine les circonstances de la création du tableau et une intrigue amoureuse entre Léonard de Vinci et son modèle.
Par la suite, des auteurs « jocondoclastes », de Jean Margat à Hervé Le Tellier, ont fait de la Joconde un personnage littéraire.
Maurice Leblanc, dans l'ouvrage L'Aiguille creuse, indique que la Joconde figure parmi les oeuvres culturelles dérobées par le gentleman cambrioleur Arsène Lupin.

### Bande dessinée
Elle fait de fréquentes apparitions dans la bande dessinée.

### Séries animées
Elle apparaît dans la saison 4 des Mystérieuses Cités d'or.
Le tableau est également au centre de l'épisode 8 (« Panthère De Vinci ») de la saison 3 de La Panthère rose.

### Séries télévisées
Elle apparaît dans l'épisode City of Death de la série britannique de science-fiction Doctor Who co-scénarisé par Douglas Adams.

### Parc d'attractions
De 1996 à 2018, un spectacle fut présenté au Parc Astérix sous le nom de Main basse sur la Joconde et mettait en scène le vol du tableau par une bande de malfrats.

### Cinéma
- Dans On a volé la Joconde (1966) de Michel Deville, un voleur parvient à subtiliser le tableau et croise une femme de chambre qui est le sosie de Monna Lisa.
- Dans le Da Vinci Code (2006) de Ron Howard, toute une histoire est écrite autour du Graal, et le film commence au Louvre, avec une photo de La Joconde.
- Dans 2012 (2010) de Roland Emmerich, en prévision de la fin du monde, La Joconde est enlevée du Louvre et remplacée par une copie parfaite. Officiellement destinée à un coffre-fort en Suisse, elle est en fait chargée dans l’une des arches de sauvegarde.
- Dans Le Sourire de Mona Lisa (2003) de Mike Newell, l’étude du tableau est prétexte à la libération de la condition féminine dans les années 1960.
- Dans Glass Onion : Une histoire à couteaux tirés (2022) de Rian Johnson, la toile est acquise par un milliardaire et détruite à la fin du film[148].

### Théâtre
- 2024 : La Joconde parle enfin au théâtre de l'Œuvre à Paris, écrite par Laurent Ruquier, mis en scène par Rodolphe Sand, avec la comédienne Karina Marimon[149].

## Caractéristiques du nombre d'or

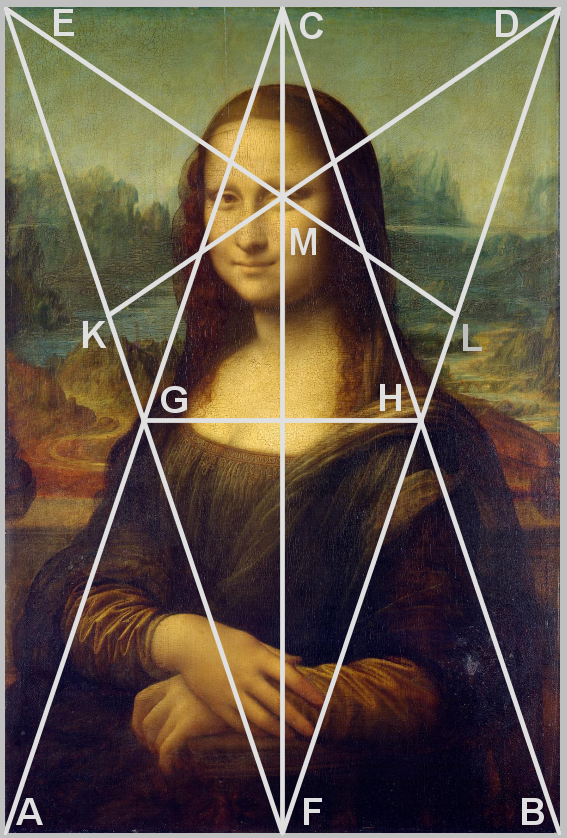
Figure 1

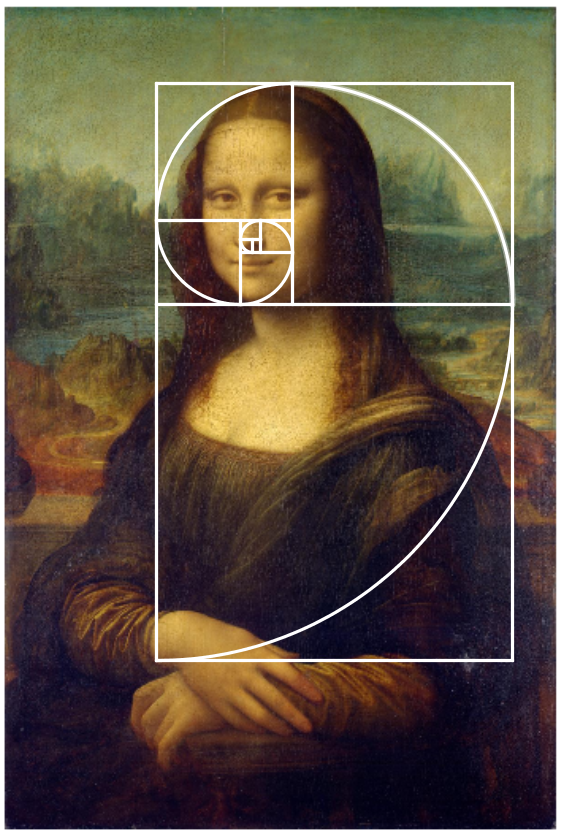
Figure 2

La peinture présente des caractéristiques du nombre d'or et révèle plusieurs triangles d'or ainsi que la spirale d'or.
Dans la figure 1, le point {\displaystyle M} (l'œil gauche de Mona Lisa) divise les lignes {\displaystyle [DK]} et {\displaystyle [EL]} dans le nombre d'or. Les triangles {\displaystyle ABC}, {\displaystyle DEF}, {\displaystyle AFG}, {\displaystyle FBH}, {\displaystyle HGF} et {\displaystyle GHC} sont des triangles d'or, car dans chacun de ces six triangles base et jambes sont dans le rapport du nombre d'or,.
La spirale d’or est illustrée à la figure 2. Elle est positionnée de manière à ce qu'elle commence au poignet droit de Mona Lisa et touche le haut de sa tête. Le bout de votre nez forme alors le point vers lequel converge la spirale,.

#### Articles
- Jérôme Coignard, « L'énigme de La Joconde », Connaissance des arts, no 626, avril 2005.
- Vincent Delieuvin, « La Joconde », revue Grande Galerie, no 10 de décembre 2009 (revue consacrée à La Joconde : son vol, son histoire au musée et l'analyse de chef-d'œuvre).
- Fabien Bellat, « Mona Lisa, métamorphoses d’une présentation », Muséologies, vol. 5, no 2, 2011, p. 43-75 DOI 10.7202/1033515ar [lire en ligne].

#### Ouvrages

##### Français
- Daniel Arasse, Léonard de Vinci : le rythme du monde, Paris, Hazan, 2002 (1re éd. 1987), 543 p. (ISBN 2-85025-878-4).
- Daniel Arasse, Histoires de Peintures, Paris, France Culture/Denoël, coll. « Médiations », 18 novembre 2004 (réimpr. Folio-poche 2006), 222 p. (ISBN 2-207-25481-X et 978-2-207-25481-3, OCLC 300276026, BNF 39904702). Transcription de la série d'émissions diffusées sur France Culture pendant l'été 2003 rediffusée dans l’émission Un autre jour est possible du 15 octobre au 15 novembre 2012 (La Joconde mp3 - Dailymotion).
- André Chastel, L'Illustre incomprise, Paris, Éditions Gallimard, 1988, 141 p. (ISBN 2-07-011149-0).
- Jérôme Coignard, Une femme disparaît : le vol de la Joconde au Louvre en 1911, Paris, Passage, 2010, 358 p. (ISBN 978-2-84742-156-9, OCLC 678472845).
- Alain Le Ninèze, Dans les yeux de Mona Lisa, Ateliers Henry Dougier, 2019 (ISBN 979-10-31204-67-3).
- Vincent Pomarède, La Joconde, Paris, Prat/Europa, 1988 (ISBN 2-85890-107-4).
- Cécile Scailliérez, Léonard de Vinci, La Joconde, Paris, éditions Musée du Louvre/Réunion des musées nationaux, coll. « Solo », 2003, 104 p. (ISBN 2-7118-4699-7).
- Frank Zöllner, Léonard de Vinci. Tout l'oeuvre peint, Paris, Taschen, 2018, 272 p. (ISBN 2-7118-4699-7).
- Jean-Pierre Mohen, Michel Menu, Bruno Mottin, Au coeur de la Joconde : Léonard de Vinci décodé, Gallimard, 2006  (ISBN 978-2070118335).

##### Italien
- (it) Olivia Nesci et Rosetta Borchia, Codice P. Atlante illustrato del reale paesaggio della Gioconda, Mondadori Electa, 2012, 143 p. (ISBN 978-88-370-9277-1).
- (it) Giuseppe Pallanti, Monna Lisa Mulier ingenua, Polistampa, 2004, 115 p. (ISBN 88-8304-725-7).

#### Bases de données et dictionnaires
- Ressources relatives aux beaux-arts :   - AGORHA
  - Belgian Art Links & Tools
  - Bildindex
  - bpk-Bildagentur
  - Fondation Federico Zeri
  - Google Arts & Culture
  - Joconde
  - Musée du Louvre (collections)
  - Panorama de l'art
  - RKDimages
  - Smarthistory
- Ressource relative à la bande dessinée :   - Comic Vine
- Notices dans des dictionnaires ou encyclopédies généralistes :   - Britannica
  - Brockhaus
  - Den Store Danske Encyklopædi
  - Gran Enciclopèdia Catalana
  - Hrvatska Enciklopedija
  - Internetowa encyklopedia PWN
  - Larousse
  - Nationalencyklopedin
  - Proleksis enciklopedija
  - Store norske leksikon
  - Universalis
- Notices d'autorité :   - VIAF
  - BnF (données)
  - IdRef
  - LCCN
  - GND
  - Japon
  - Israël
  - Australie
  - Croatie
  - Tchéquie
  - Brésil